# Rote Liste gefährdeter Süß- und Brackwasserfische Japans
Die Rote Liste gefährdeter Süß- und Brackwasserfische Japans wird durch das Japanische Umweltministerium veröffentlicht. Andere untersuchte Wildtier- und Pflanzenarten werden ebenfalls in separaten Listen veröffentlicht und in der Roten Liste gefährdeter Arten Japans zusammengefasst. Die Unterkategorien sind für die Tierarten Säugetiere, Vögel, Amphibien, Reptilien, Brack-/Süßwasserfische, Insekten, Land-/Süßwassermollusken und andere wirbellose Tiere, sowie für die Pflanzenarten Gefäßpflanzen, Moos, Algen, Flechten und Pilze.
Die Gesamtüberprüfung der gefährdeten Arten wird ungefähr alle fünf Jahre durchgeführt. Ab 2015 werden Arten deren Gefährdungskategorie aufgrund einer Verschlechterung des Lebensraums oder ähnlichem erneut untersucht werden müssen, jederzeit nach Bedarf einzeln überarbeitet. Die letzte überarbeitete Ausgabe ist die Rote Liste 2020. Dabei wurden über 400 Süß- und Brackwasserfischarten und Unterarten untersucht und in Gefährdungskategorien unterteilt. Diese sind jedoch nur für Japan gültig und stimmen nicht zwangsläufig mit der internationalen Einstufung der IUCN überein, so wird beispielsweise der hier als ausgestorben gelistete Grüne Stör von der IUCN als potentiell gefährdet eingestuft. Alle Arten der Roten Liste und ihre Gefährdungskategorien sind im Folgenden aufgelistet.
Weltweit gelten etwa ein Drittel der Süßwasserfische als stark gefährdet und vom Aussterben bedroht. Allein 2020 sind 16 weitere Arten ausgestorben.

## Gefährdungskategorien für Japan
- EX: Extinct (nach dem Jahr 1500 ausgestorben)
- EW: Extinct in the Wild (in der Natur ausgestorben)
- CR: Critically Endangered (vom Aussterben bedroht)
- EN: Endangered (stark gefährdet)
- VU: Vulnerable (gefährdet)
- NT: Near Threatened (potenziell gefährdet)
- DD: Data Deficient (ungenügende Datengrundlage)
- LP: Locally endangered Population – Regional isolierte Populationen mit hohem Aussterberisiko

| Jahr | Anzahl der zu bewertenden Arten | EX | EW | CR | EN | VU | NT | DD | Summe EX – DD | LP | Anmerkungen                         |
| ---- | ------------------------------- | -- | -- | -- | -- | -- | -- | -- | ------------- | -- | ----------------------------------- |
| 1999 |                                 | 3  | 0  | 29 | 29 | 18 | 12 | 5  | 96            | 14 | 2. Rote Liste                       |
| 2007 |                                 | 4  | 0  | 61 | 48 | 35 | 26 | 39 | 213           | 17 | 3. Rote Liste                       |
| 2012 | > 400                           | 3  | 1  | 69 | 54 | 44 | 34 | 33 | 238           | 15 | 4. Rote Liste                       |
| 2015 | > 400                           | 3  | 1  | 69 | 54 | 44 | 34 | 33 | 238           | 15 | 1. Überarbeitung der 4. Roten Liste |
| 2017 | > 400                           | 3  | 1  | 71 | 54 | 44 | 34 | 35 | 242           | 15 | 2. Überarbeitung der 4. Roten Liste |
| 2018 | > 400                           | 3  | 1  | 71 | 54 | 44 | 35 | 37 | 245           | 15 | 3. Überarbeitung der 4. Roten Liste |
| 2019 | > 400                           | 3  | 1  | 71 | 54 | 44 | 35 | 37 | 245           | 15 | 4. Überarbeitung der 4. Roten Liste |
| 2020 | > 400                           | 3  | 1  | 71 | 54 | 44 | 35 | 37 | 245           | 15 | 5. Überarbeitung der 4. Roten Liste |

## Ausgestorben (EX)
3 Arten:

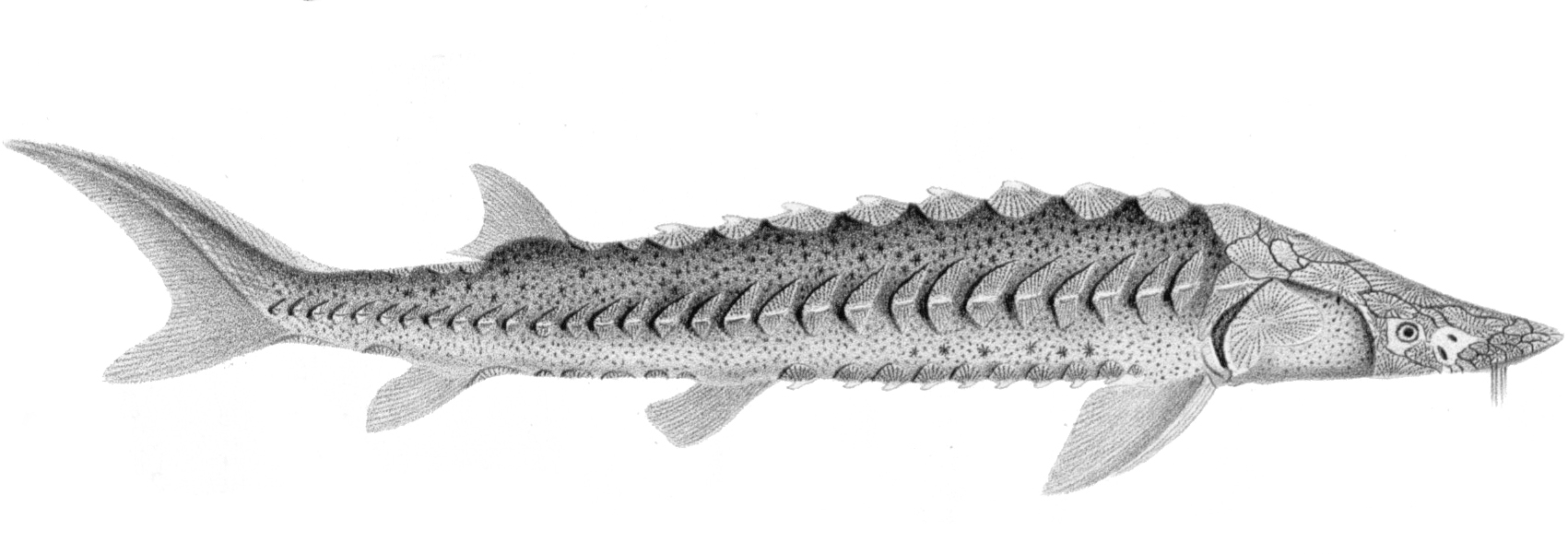
Grüner Stör

- Grüner Stör (Acipenser medirostris, jap. チョウザメ Chōzame)
- Gnathopogon elongatus suwae (jap. スワモロコ Suwamoroko)
- Pungitius kaibarae (jap. ミナミトミヨ Minami-Tomiyo)

## In freier Wildnis ausgestorben (EW)
1 Art:

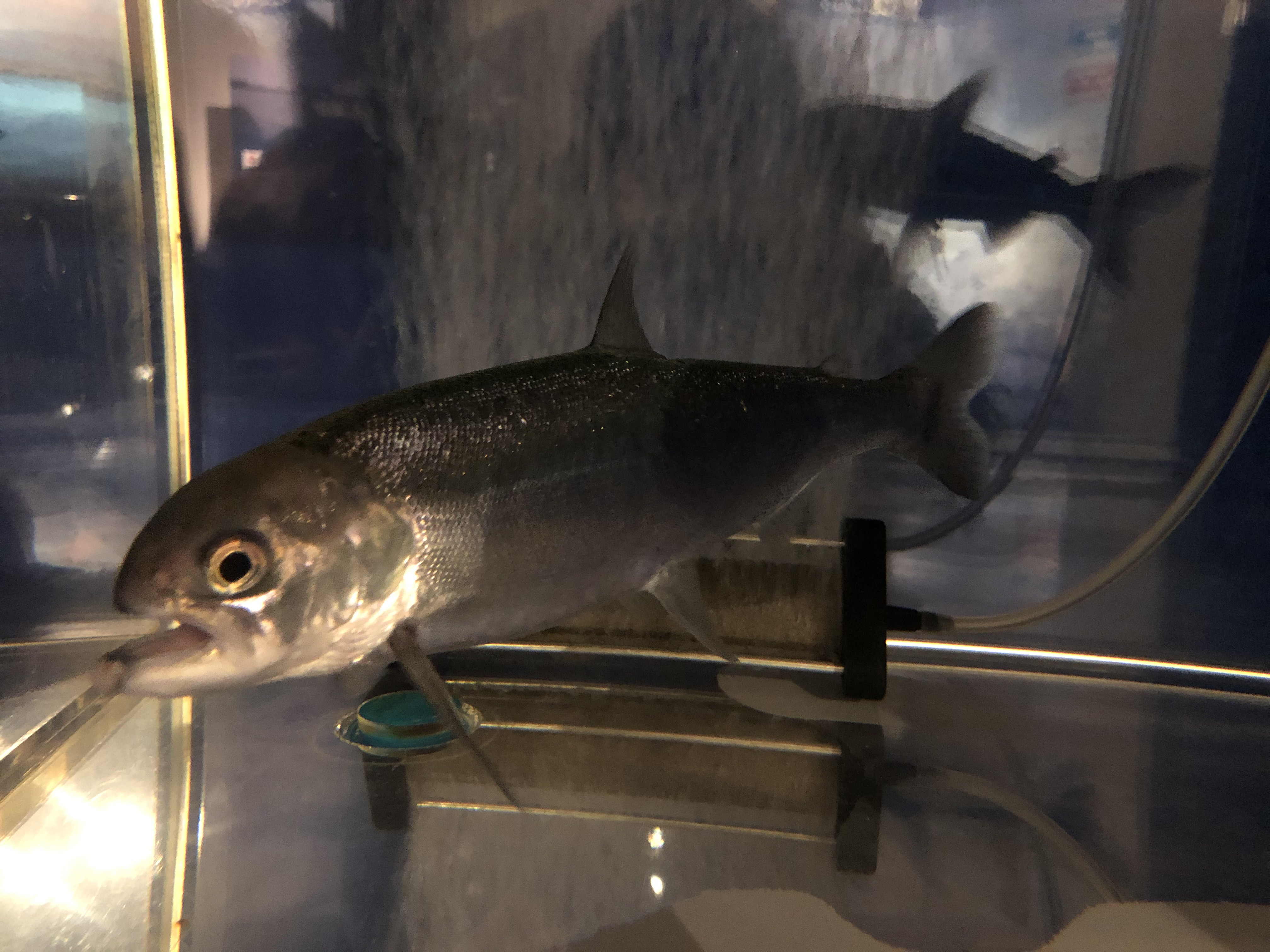
Kunimasu (Oncorhynchus kawamurae)

- Kunimasu (Oncorhynchus kawamurae, jap. クニマス Kunimasu)

## Vom Aussterben bedroht (CR)
71 Arten:

- Echidna rhodochilus ナミダカワウツボ
- Uropterygius concolor コゲウツボ

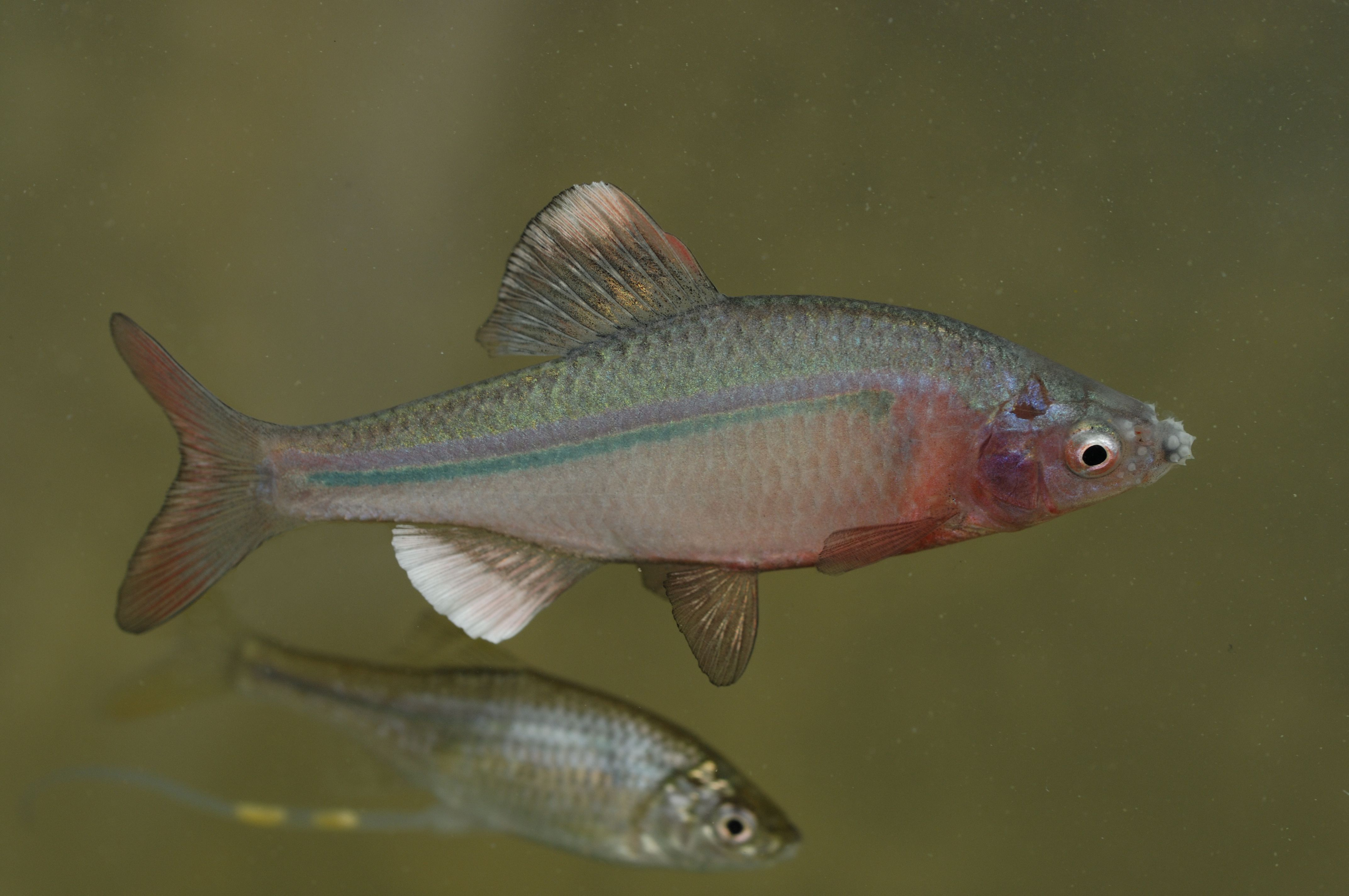
Acheilognathus cyanostigma

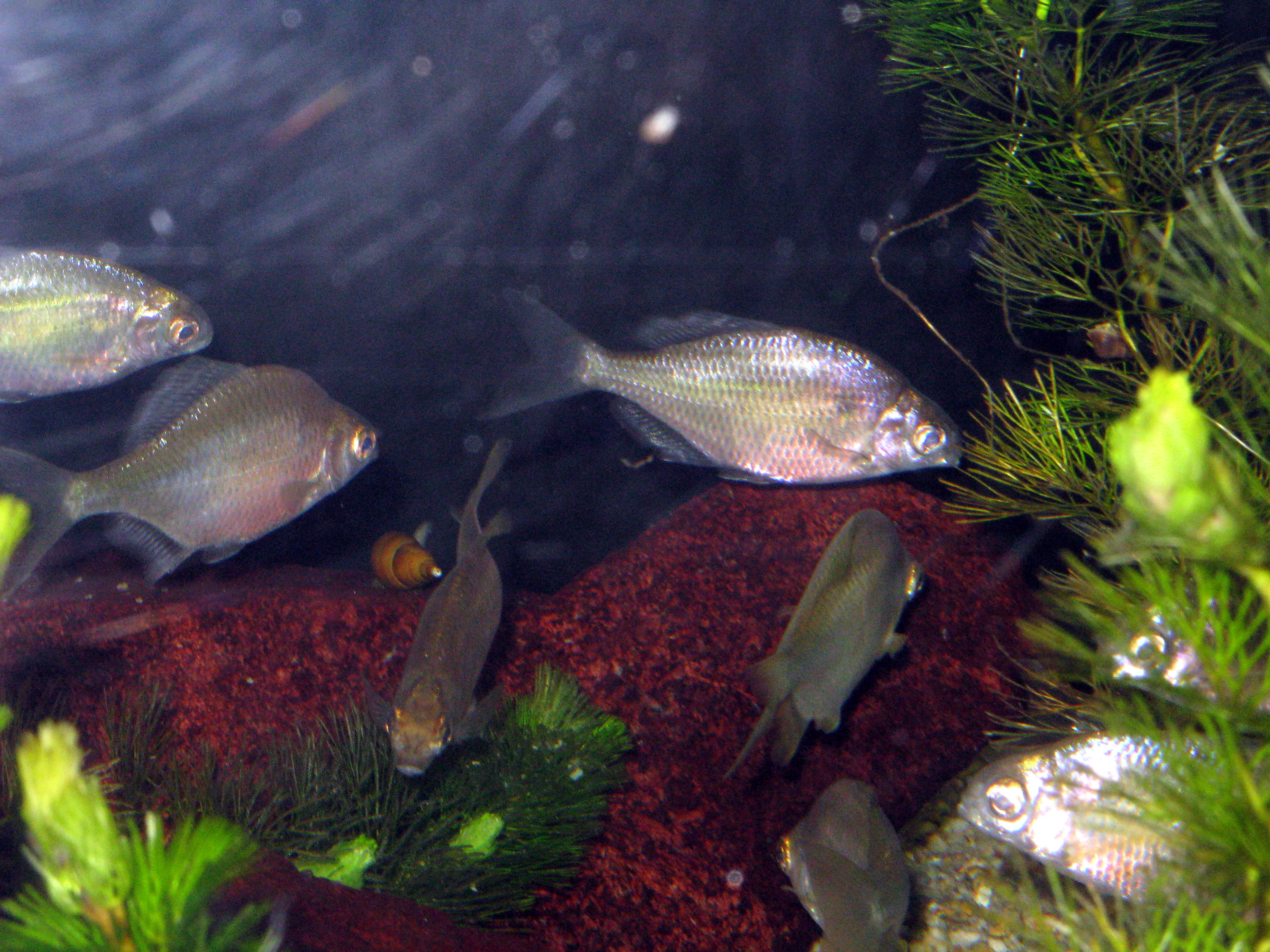
Acheilognathus longipinnis

- Acheilognathus cyanostigma (jap. イチモンジタナゴ Ichimonji-Tanago)
- Acheilognathus longipinnis イタセンパラ
- Acheilognathus tabira jordani ミナミアカヒレタビラ
- Acheilognathus tabira nakamurae セボシタビラ
- Acheilognathus typus ゼニタナゴ
- Aphyocypris chinensis ヒナモロコ
- Carassius sp. フナ属の１種（琉球列島）
- Gnathopogon caerulescens ホンモロコ
- Ischikauia steenackeri ワタカ
- Pseudorasbora pugnax ウシモツゴ
- Pseudorasbora pumila シナイモツゴ
- Rhodeus atremius suigensis スイゲンゼニタナゴ
- Rhodeus ocellatus kurumeus ニッポンバラタナゴ
- Sarcocheilichthys biwaensis アブラヒガイ
- Tanakia tanago ミヤコタナゴ
- Cobitis minamorii minamorii サンヨウコガタスジシマドジョウ
- Cobitis minamorii yodoensis ヨドコガタスジシマドジョウ
- Cobitis striata hakataensis ハカタスジシマドジョウ
- Cobitis takenoi タンゴスジシマドジョウ

- Parabotia curtus アユモドキ

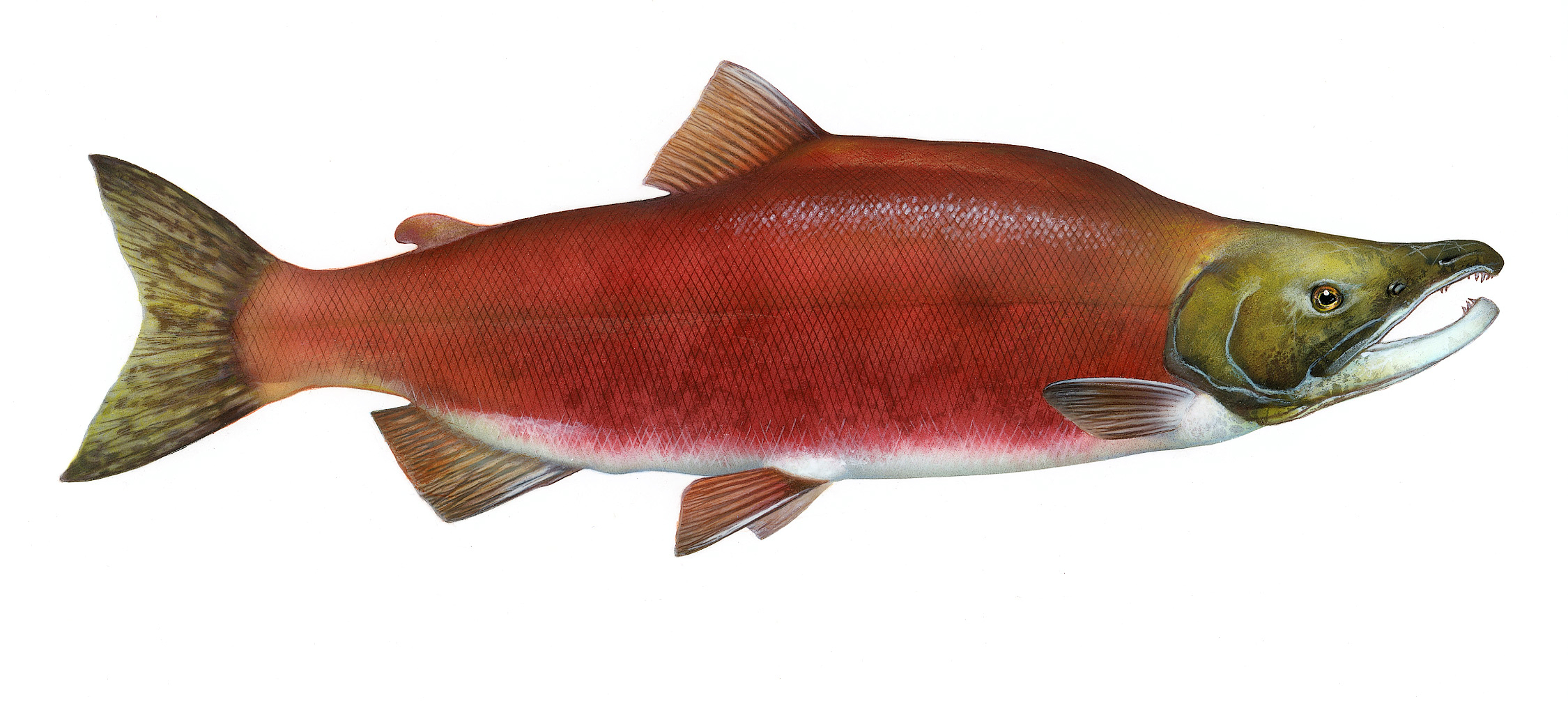
Rotlachs

- Ayu (Unterart Plecoglossus altivelis ryukyuensis, jap. リュウキュウアユ)
- Neosalanx reganius アリアケヒメシラウオ
- Salanx ariakensis アリアケシラウオ

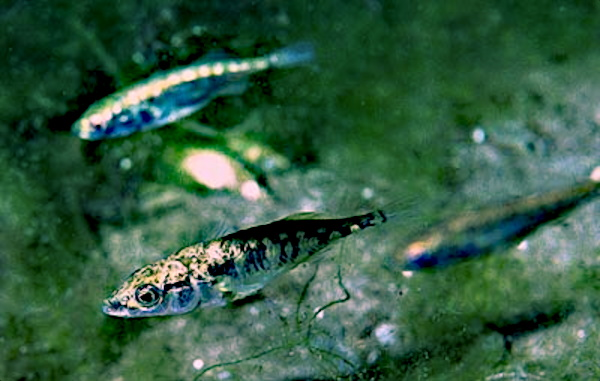
Dreistachliger Stichling

- Rotlachs (Oncorhynchus nerka, jap. ベニザケ（ヒメマス）)
- Monopterus sp. タウナギ属の１種（琉球列島）
- Dreistachliger Stichling (Unterart Gasterosteus aculeatus subsp. 2, jap. ハリヨ)
- Pungitius sp. 3 トミヨ属雄物型
- Pungitius sp. 4 ムサシトミヨ
- Microphis argulus ホシイッセンヨウジ
- Microphis jagorii ヒメテングヨウジ
- Microphis retzii タニヨウジ

- Cestraeus plicatilis カワボラ
- Tetraroge barbata アゴヒゲオコゼ
- Tetraroge nigra ヒゲソリオコゼ
- Yarica hyalosoma カガミテンジクダイ
- Lutjanus goldiei ウラウチフエダイ
- Sillago parvisquamis アオギス

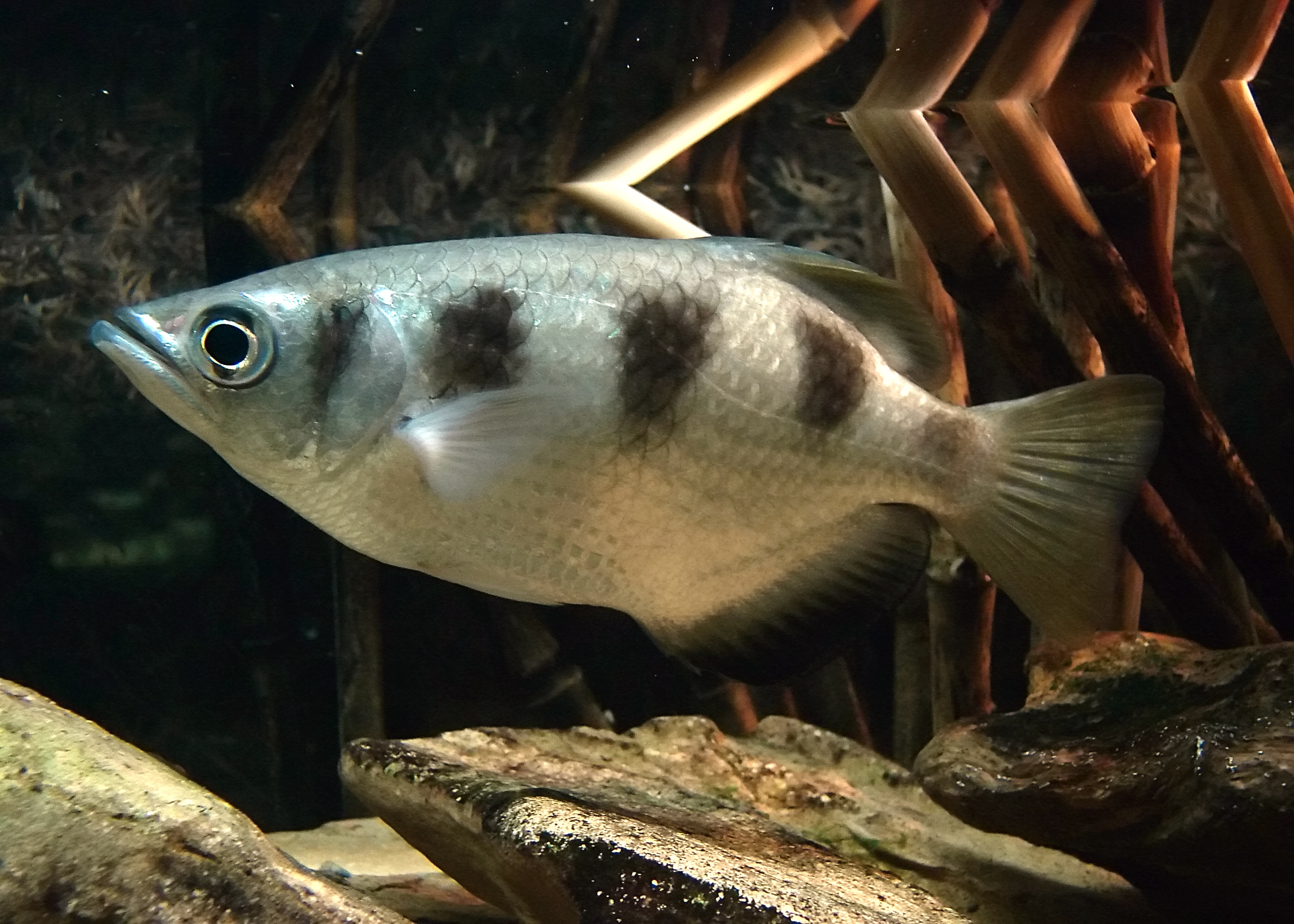
Schützenfisch

- Schützenfisch (Toxotes jaculatrix, jap. テッポウウオ)

- Mesopristes argenteus ニセシマイサキ

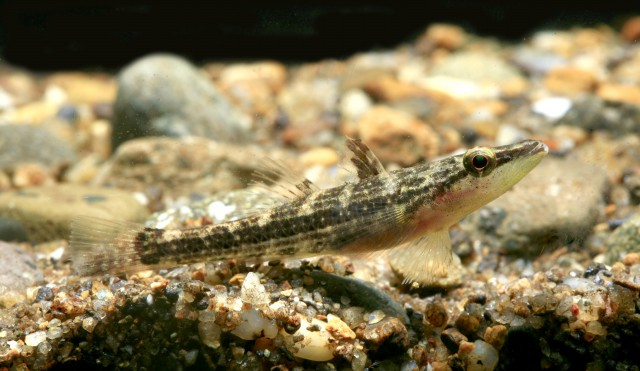
Butis amboinensis

- Mesopristes cancellatus ヨコシマイサキ
- Mesopristes iravi シミズシマイサキ
- Enneapterygius cheni ウラウチヘビギンポ
- Omobranchus ferox カワギンポ
- Omox biporos ヒルギギンポ
- Rhyacichthys aspro ツバサハゼ
- Butis amboinensis ヤエヤマノコギリハゼ
- Bathygobius sp. カワクモハゼ
- Callogobius sp. ミスジハゼ
- Cristatogobius aurimaculatus ヒメトサカハゼ
- Cristatogobius nonatoae クロトサカハゼ

- Eviota ocellifer ウラウチイソハゼ
- Glossogobius aureus コンジキハゼ

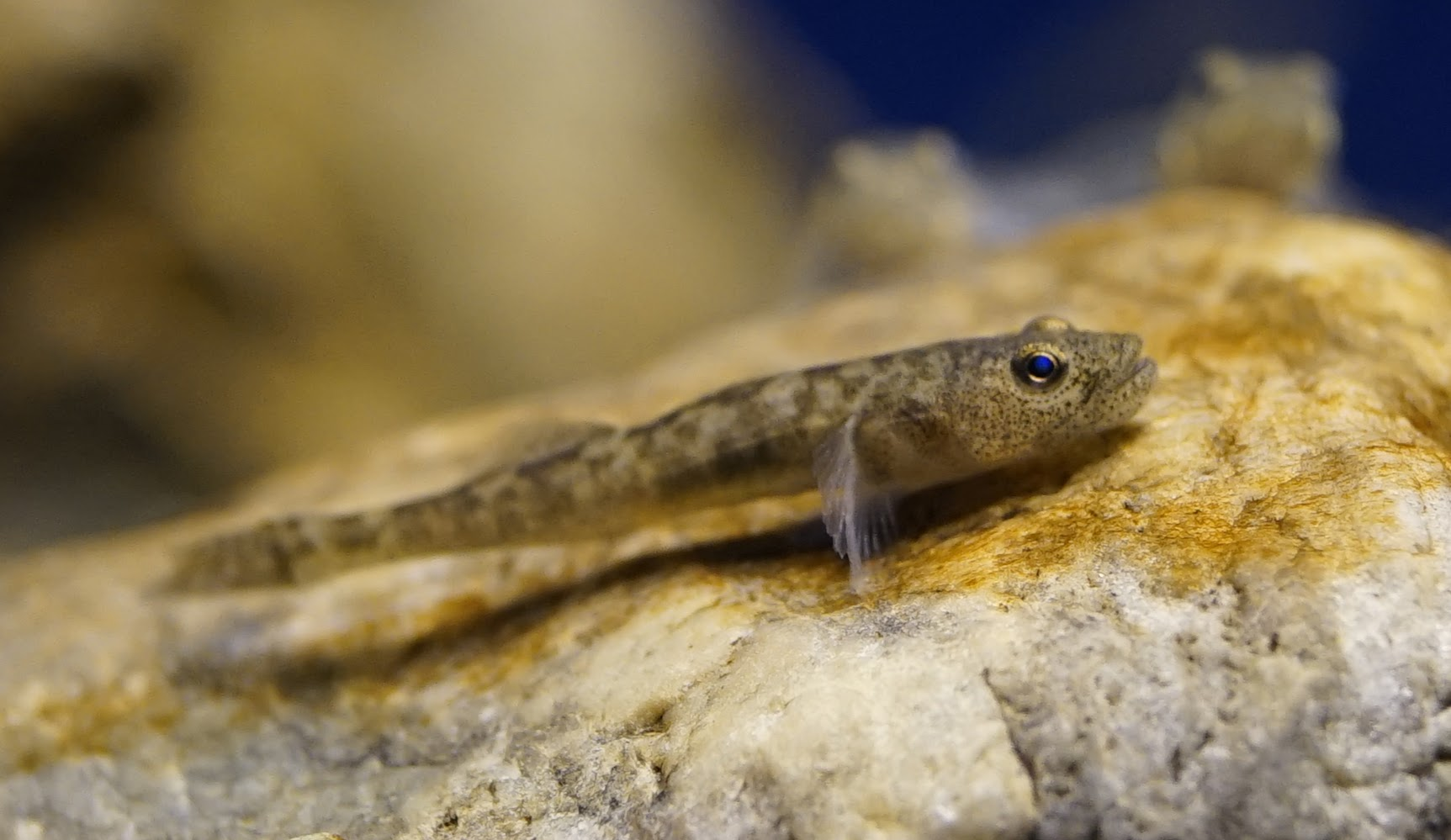
Gymnogobius isaza

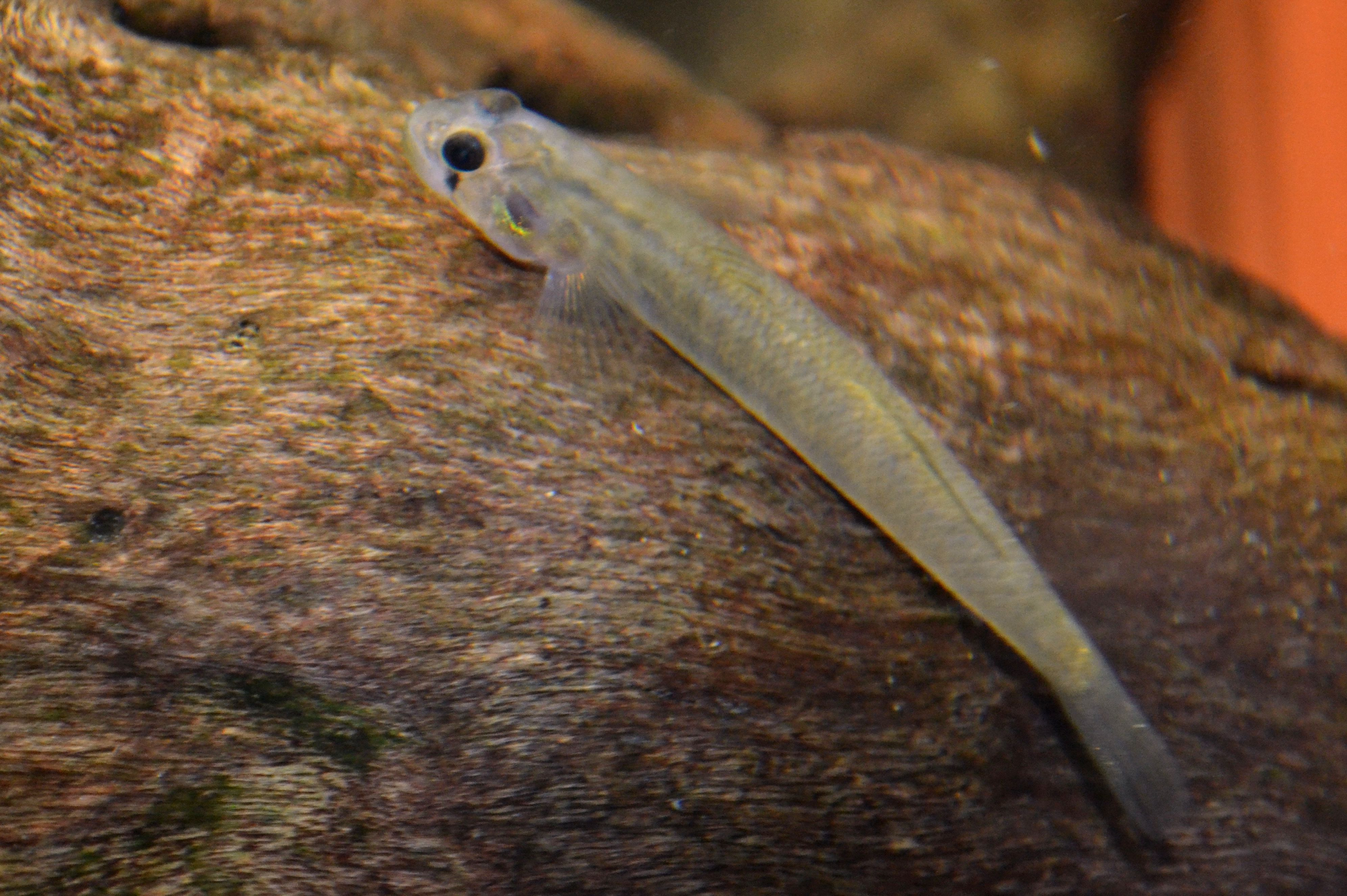
Sicyopus zosterophorus

- Glossogobius bicirrhosus アゴヒゲハゼ
- Gymnogobius isaza イサザ
- Gymnogobius nakamurae コシノハゼ
- Gymnogobius sp. 2 ホクリクジュズカケハゼ
- Lentipes armatus ヨロイボウズハゼ
- Luciogobius albus ドウクツミミズハゼ
- Oxyurichthys takagi シマサルハゼ
- Rhinogobius sp. BB アオバラヨシノボリ
- Scartelaos histophorus トカゲハゼ
- Sicyopus zosterophorus アカボウズハゼ

- Smilosicyopus leprurus カエルハゼ
- Stiphodon alcedo ヒスイボウズハゼ

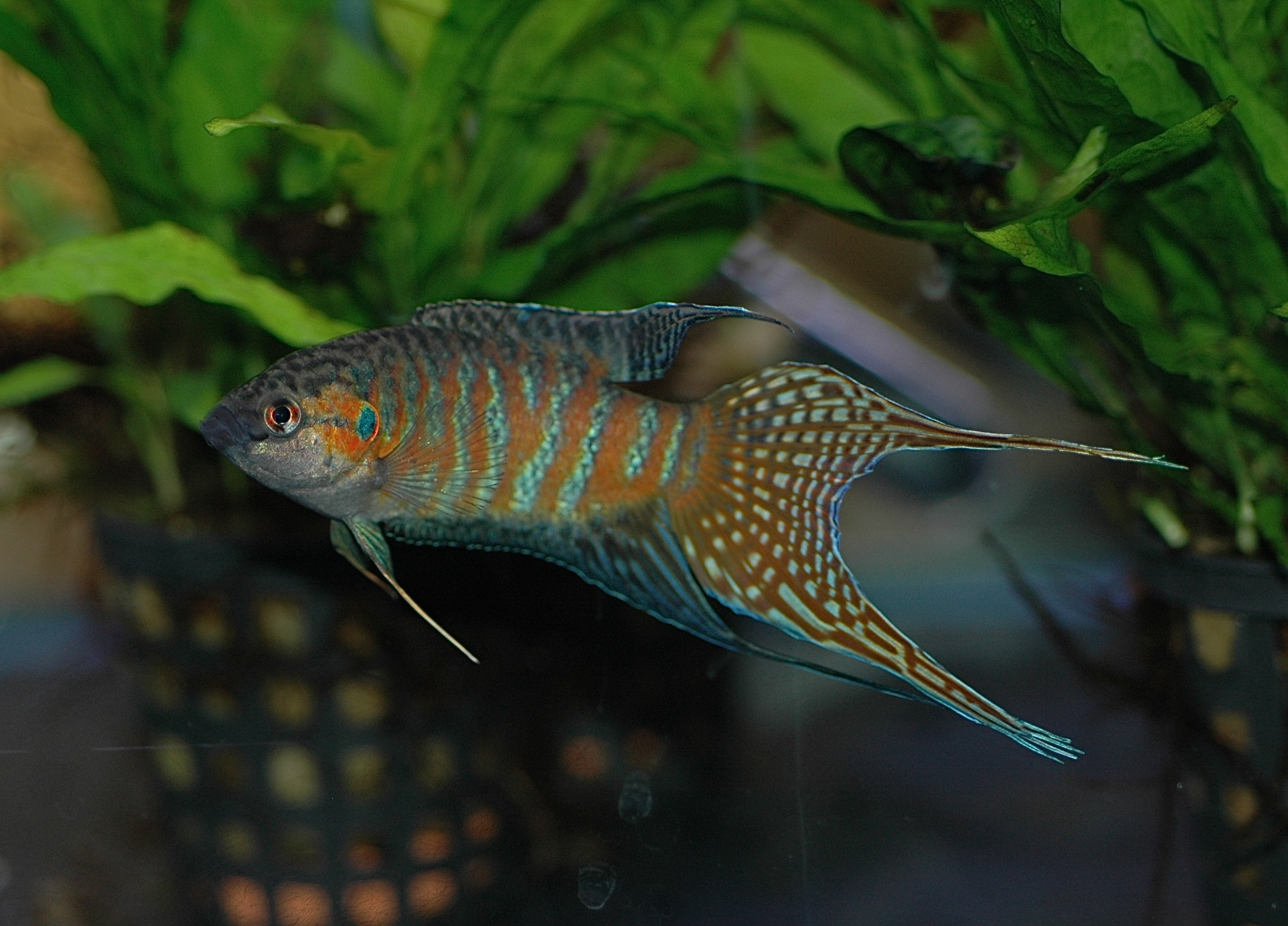
Makropode

- Stiphodon atropurpureus コンテリボウズハゼ
- Stiphodon imperiorientis ハヤセボウズハゼ
- Parioglossus interruptus ヒメサツキハゼ
- Parioglossus taeniatus コマチハゼ
- Makropode (Macropodus opercularis, jap. タイワンキンギョ)

## Stark gefährdet (EN)
54 Arten:

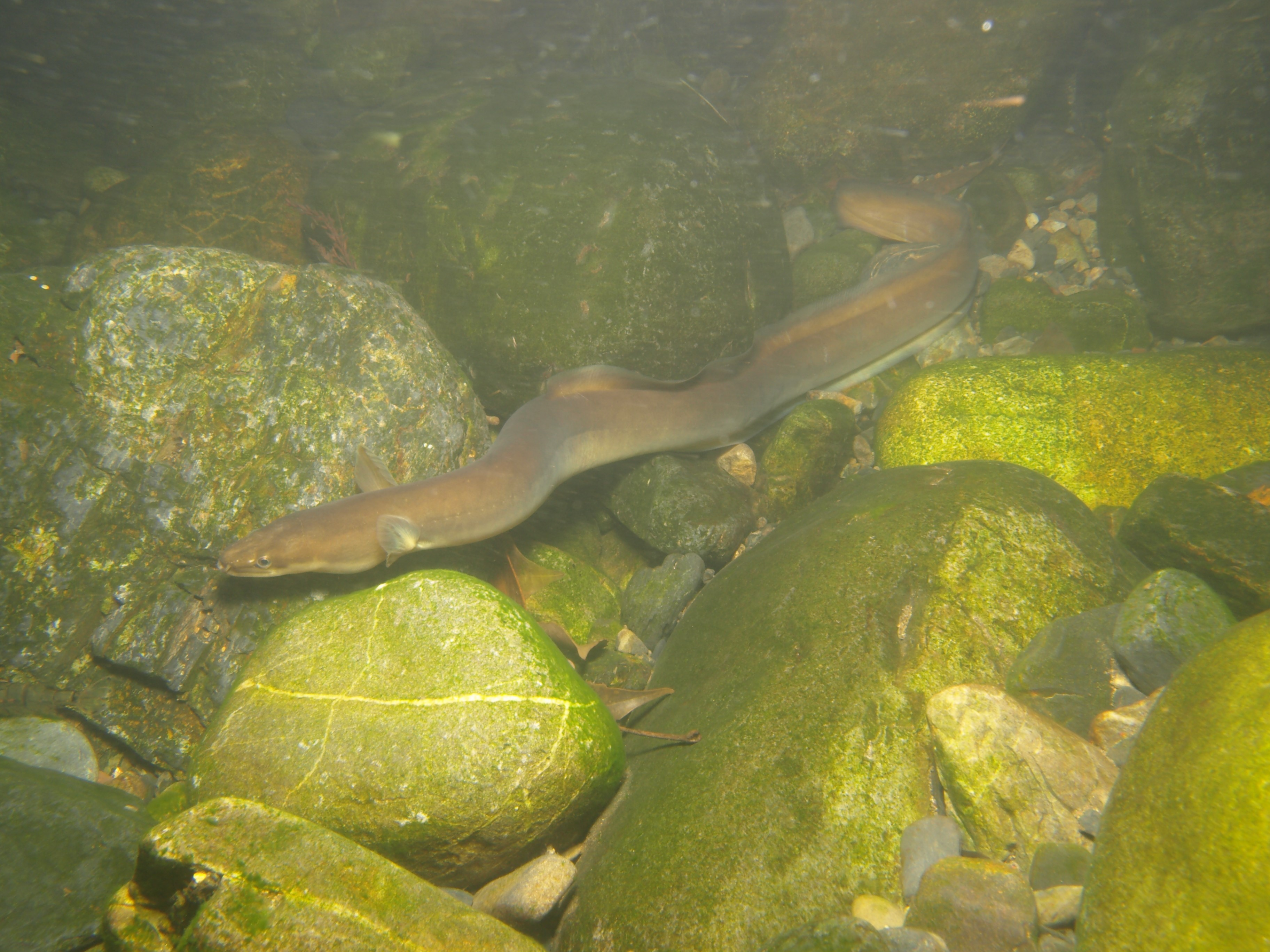
Japanischer Aal

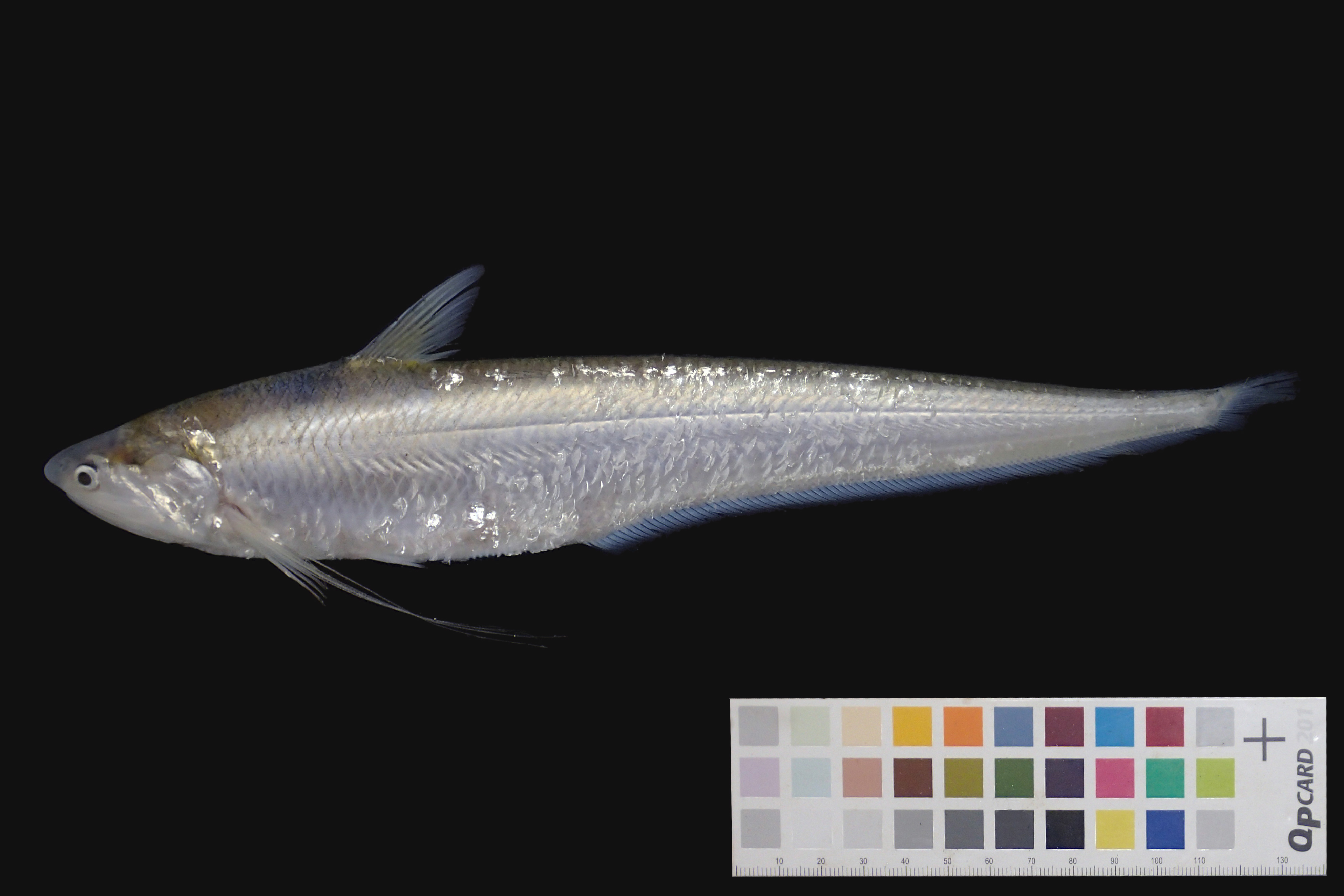
Coilia nasus

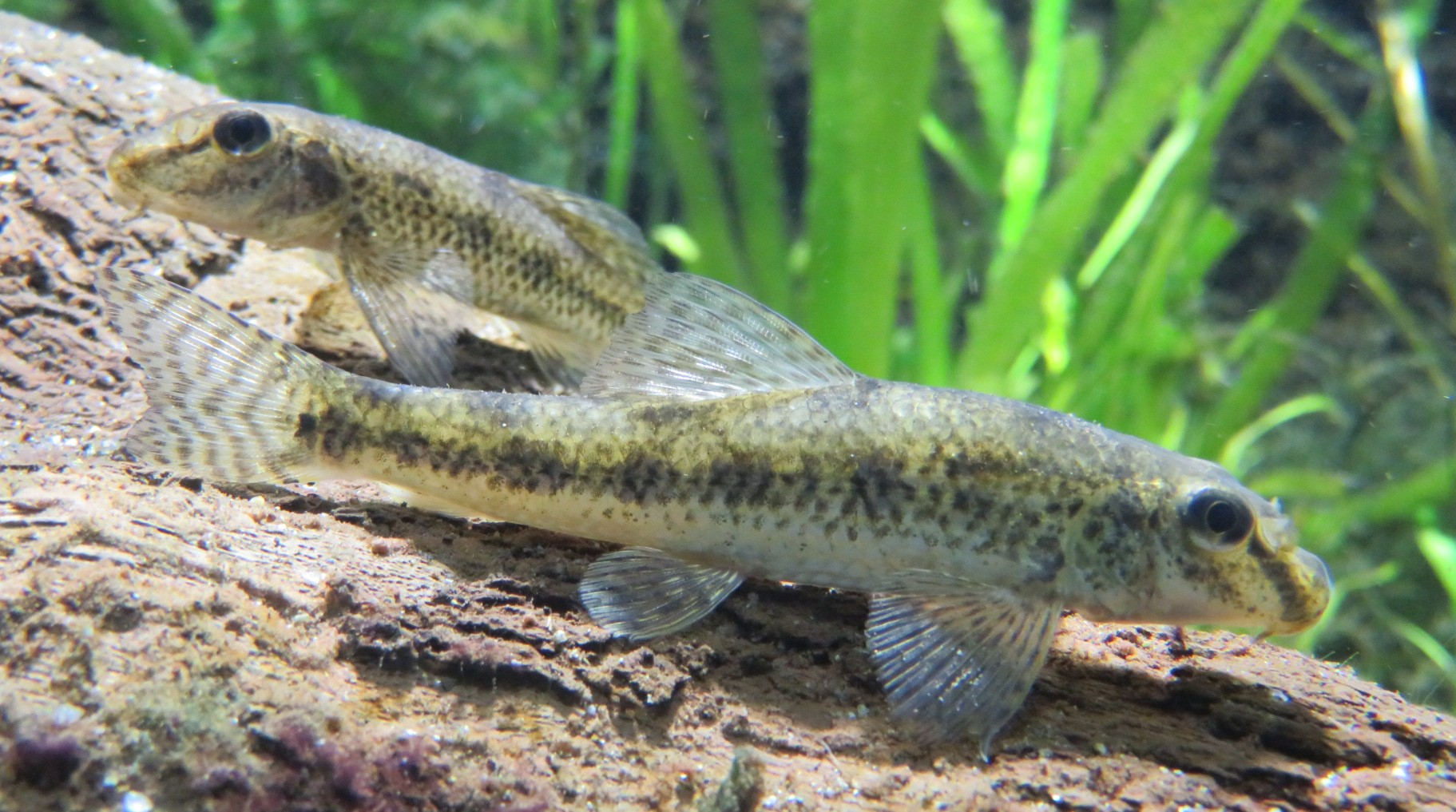
Abbottina rivularis

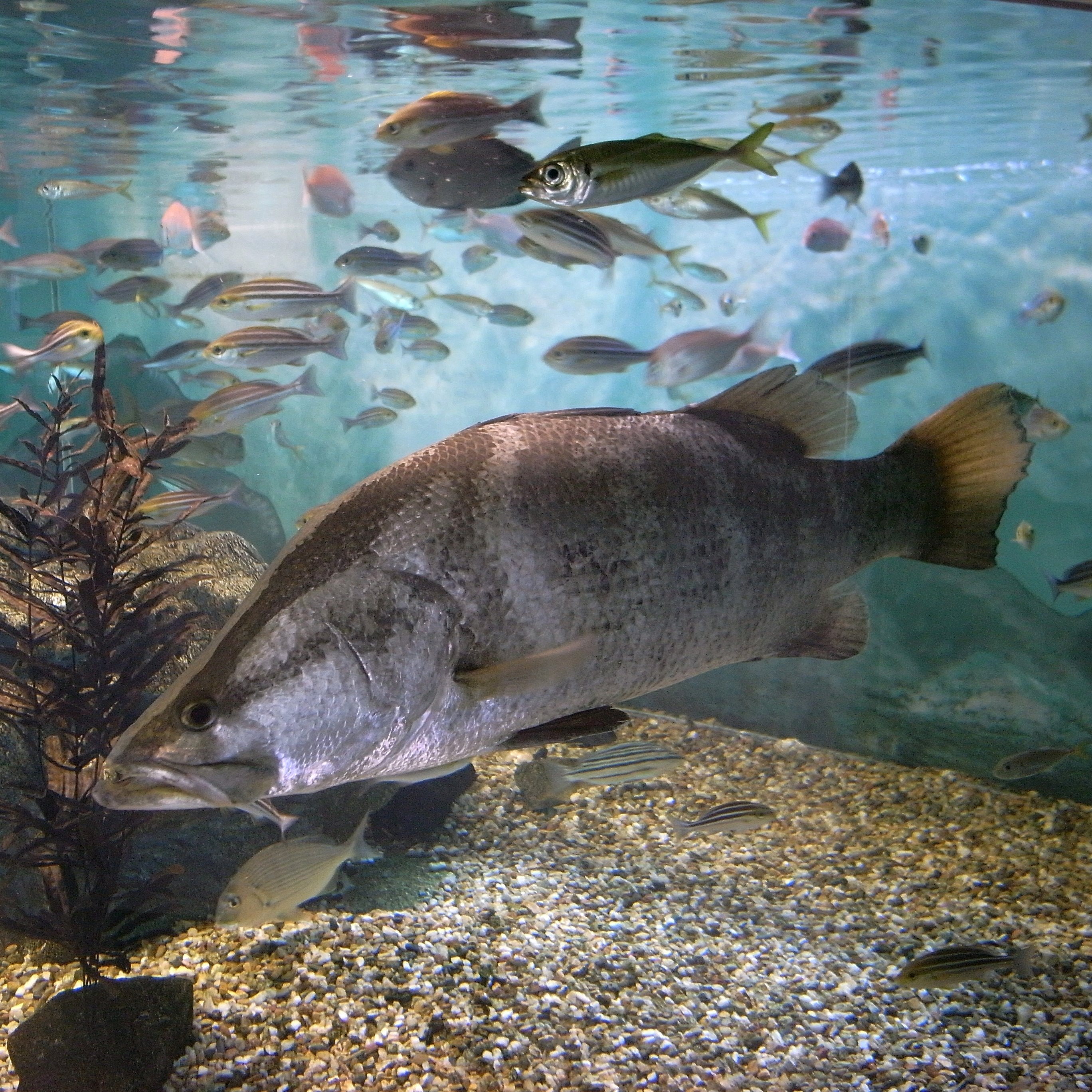
Japanischer Riesenbarsch

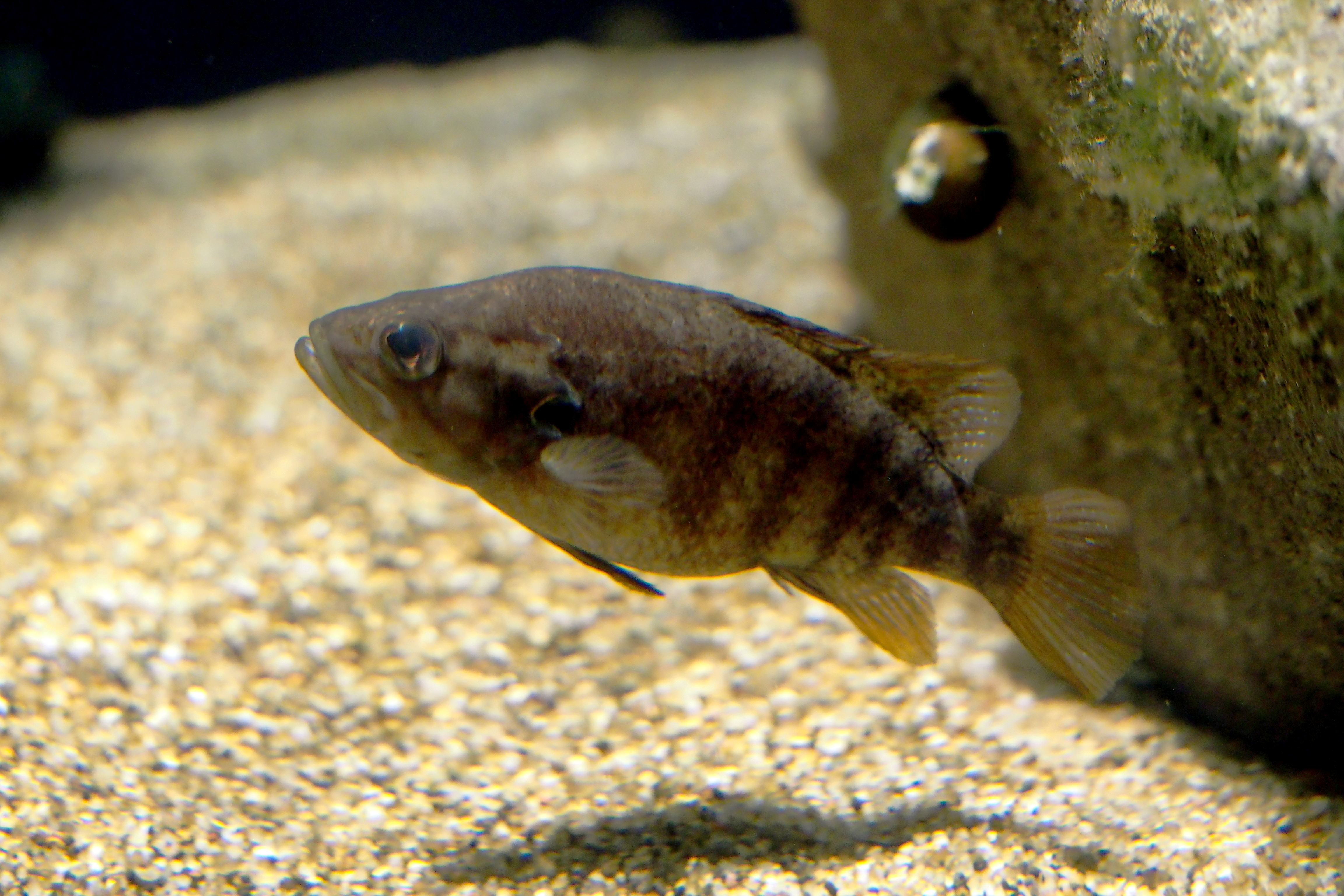
Coreoperca kawamebari

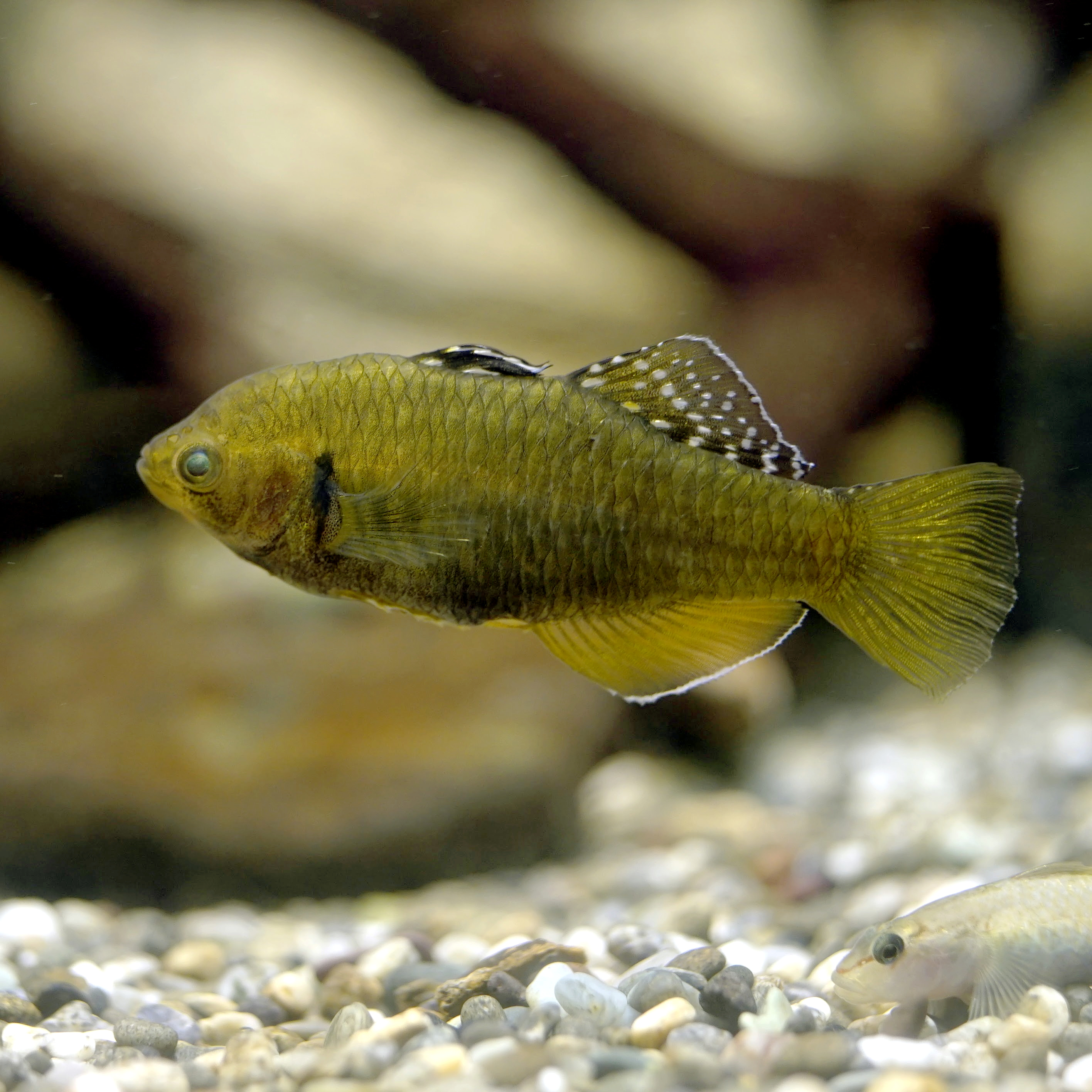
Hypseleotris cyprinoides

- Japanischer Aal (Anguilla japonica, jap. ニホンウナギ)
- Nematalosa japonica ドロクイ
- Coilia nasus エツ
- Abbottina rivularis ツチフキ
- Acheilognathus melanogaster タナゴ
- Acheilognathus tabira erythropterus アカヒレタビラ
- Acheilognathus tabira tabira シロヒレタビラ
- Acheilognathus tabira tohokuensis キタノアカヒレタビラ
- Biwia yodoensis ヨドゼゼラ
- Carassius buergeri grandoculis ニゴロブナ
- Carassius cuvieri ゲンゴロウブナ
- Hemigrammocypris neglectus カワバタモロコ
- Rhodeus atremius atremius カゼトゲタナゴ
- Tribolodon nakamurai ウケクチウグイ
- Cobitis kaibarai アリアケスジシマドジョウ
- Cobitis magnostriata オオガタスジシマドジョウ
- Cobitis minamorii oumiensis ビワコガタスジシマドジョウ
- Cobitis minamorii saninensis サンインコガタスジシマドジョウ
- Cobitis minamorii tokaiensis トウカイコガタスジシマドジョウ
- Cobitis sakahoko オオヨドシマドジョウ
- Cobitis shikokuensis ヒナイシドジョウ
- Cobitis striata fuchigamii オンガスジシマドジョウ
- Cobitis takatsuensis イシドジョウ
- Lefua costata nikkonis エゾホトケドジョウ
- Lefua echigonia ホトケドジョウ
- Lefua tokaiensis トウカイナガレホトケドジョウ
- Lefua torrentis ナガレホトケドジョウ
- Tachysurus ichikawai ネコギギ
- Hucho perryi イトウ
- Hippichthys heptagonus アミメカワヨウジ
- Crenimugil heterocheilos ナガレフウライボラ
- Japanischer Riesenbarsch (Lates japonicus, jap. アカメ)
- Coreoperca kawamebari オヤニラミ
- Sillaginops macrolepis アトクギス
- Kuhlia munda トゲナガユゴイ
- Cottus reinii カジカ小卵型
- Cottus sp. カジカ中卵型
- Trachidermus fasciatus ヤマノカミ
- Bostrychus sinensis ジャノメハゼ
- Giuris sp. 1 タメトモハゼ
- Giuris sp. 2 ゴシキタメトモハゼ
- Hypseleotris cyprinoides タナゴモドキ
- Boleophthalmus pectinirostris ムツゴロウ
- Cristatogobius lophius トサカハゼ
- Gymnogobius cylindricus キセルハゼ
- Gymnogobius scrobiculatus クボハゼ
- Gymnogobius sp. 1 ムサシノジュズカケハゼ
- Mugilogobius cavifrons ホホグロハゼ
- Rhinogobius ogasawaraensis オガサワラヨシノボリ
- Rhinogobius sp. YB キバラヨシノボリ
- Schismatogobius ampluvinculus シマエソハゼ
- Schismatogobius roxasi エソハゼ
- Taenioides cirratus チワラスボ
- Parioglossus rainfordi コビトハゼ

## Gefährdet (VU)
44 Arten:

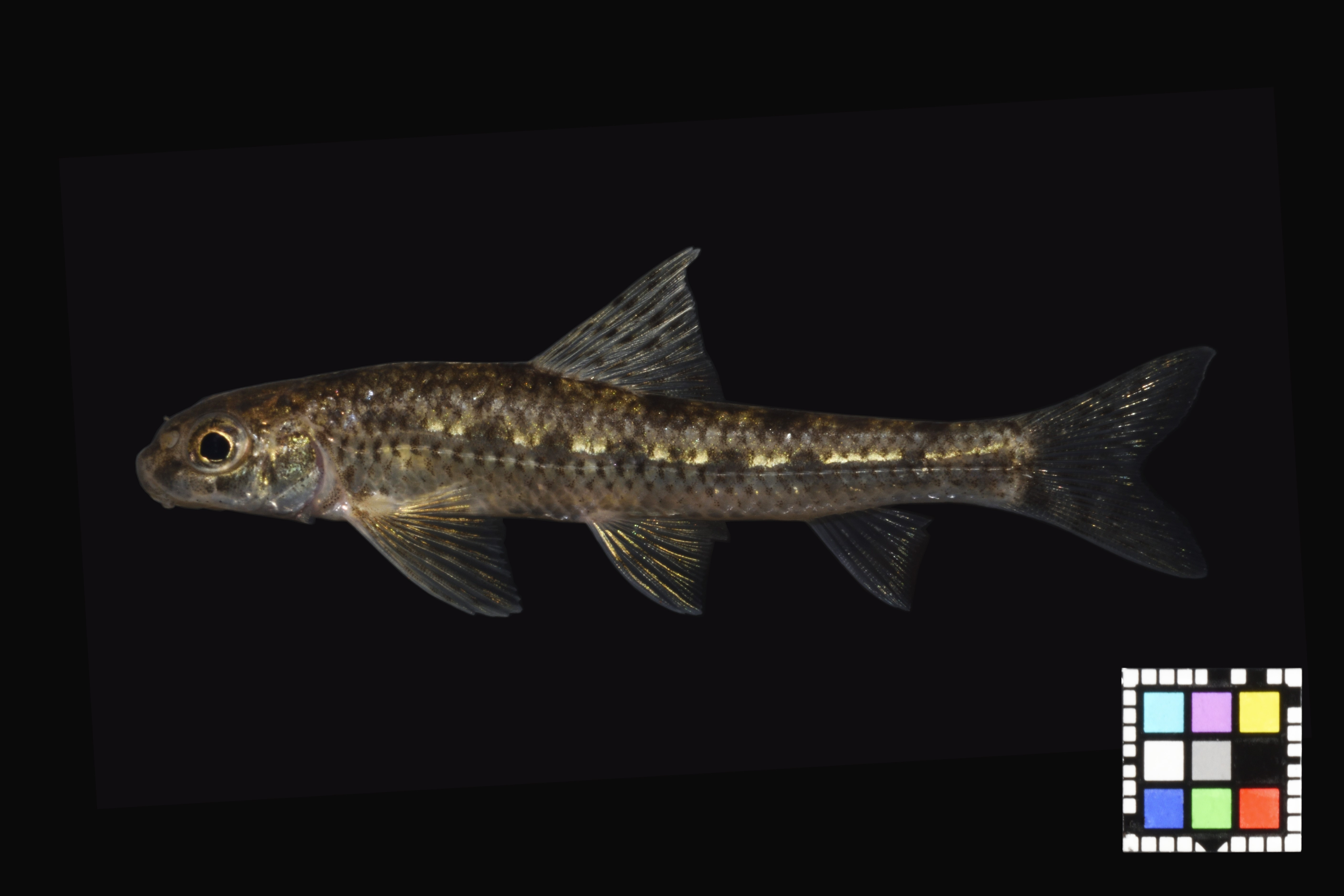
Biwia zezera

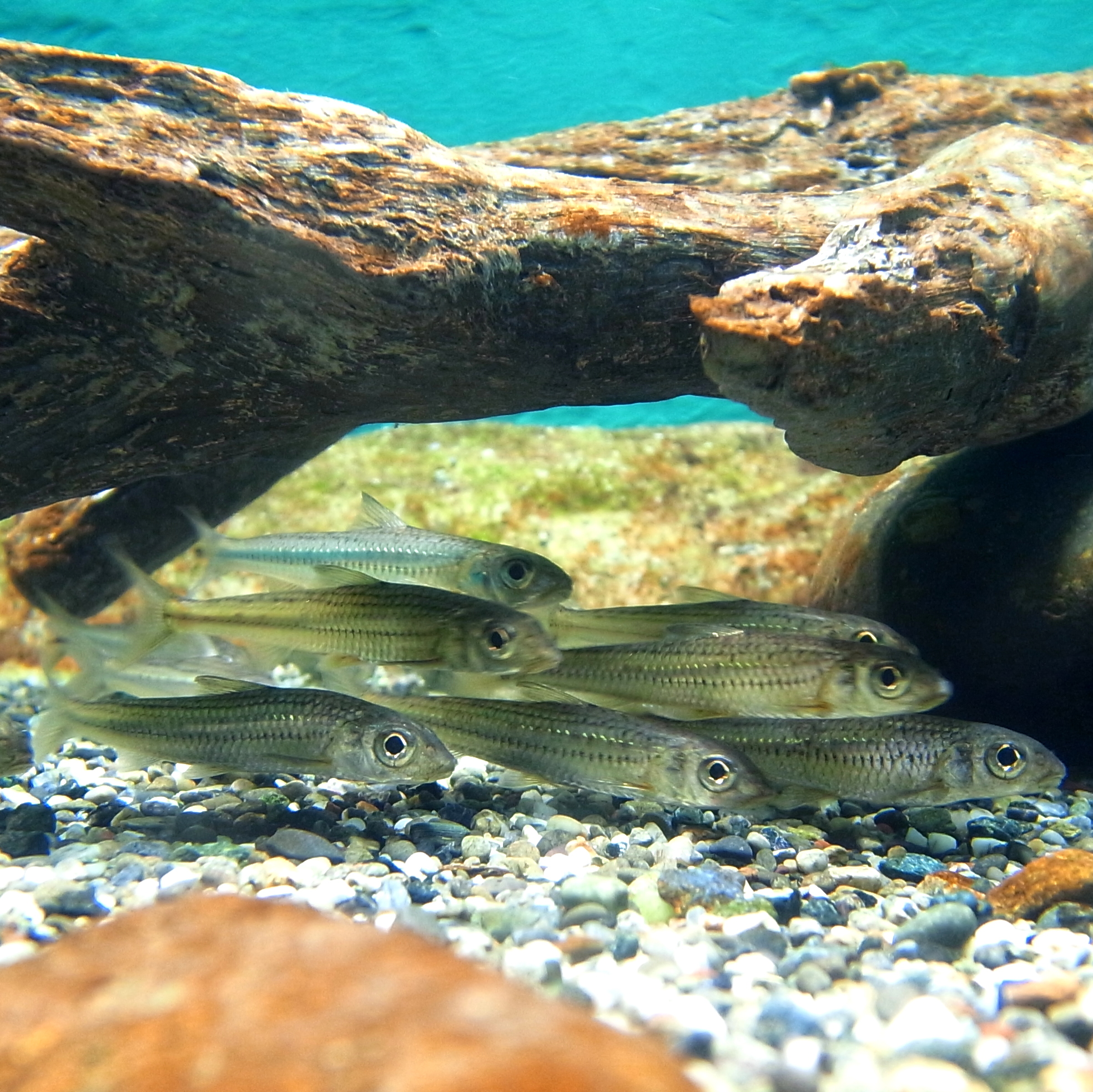
Squalidus chankaensis biwae

- Lethenteron japonicum (jap. カワヤツメ Kawayatsume)
- Lethenteron sp. N. (jap. スナヤツメ北方種)
- Lethenteron sp. S. (jap. スナヤツメ南方種)
- Biwia zezera (jap. ゼゼラ Zezera)
- Carassius buergeri subsp. 2 (jap. キンブナ Kinbuna)
- Opsariichthys uncirostris uncirostris (jap. ハス Hasu)
- Squalidus chankaensis biwae (jap. スゴモロコ Sugomoroko)
- Squalidus japonicus japonicus (jap. デメモロコ Dememoroko)
- Cobitis matsubarae (jap. ヤマトシマドジョウ)
- Cobitis biwae Typ D (jap. トサシマドジョウ)
- Cobitis striata striata (jap. チュウガタスジシマドジョウ)

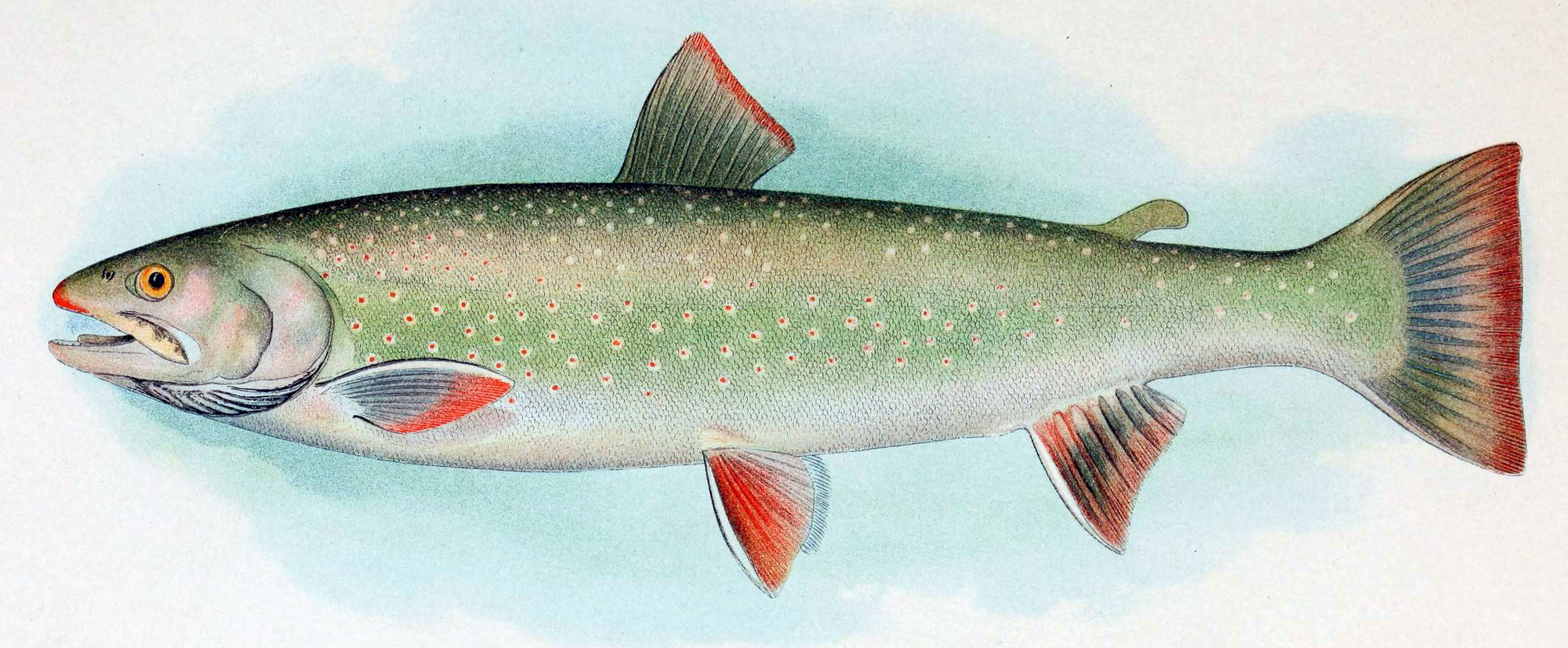
Dolly-Varden-Forelle

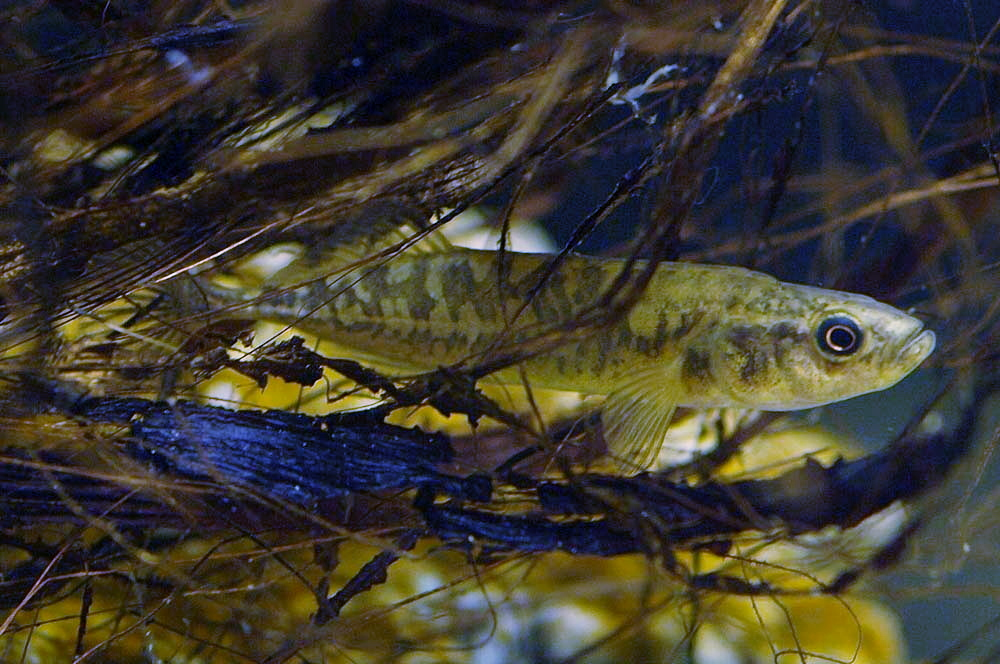
Sachalin-Stichling

- Niwaella delicata (jap. アジメドジョウ)
- Tachysurus aurantiacus	(jap. アリアケギバチ)
- Tachysurus tokiensis	(jap. ギバチ Kibachi)
- Liobagrus reinii	(jap. アカザ Akaza)
- Salvelinus leucomaenis imbrius	(jap. ゴギ Gogi)
- Dolly-Varden-Forelle (Unterart Salvelinus malma krascheninnikovi, jap. オショロコマ)
- Dolly-Varden-Forelle (Unterart Salvelinus malma miyabei, jap. ミヤベイワナ)
- Sachalin-Stichling (Pungitius tymensis, jap. エゾトミヨ)

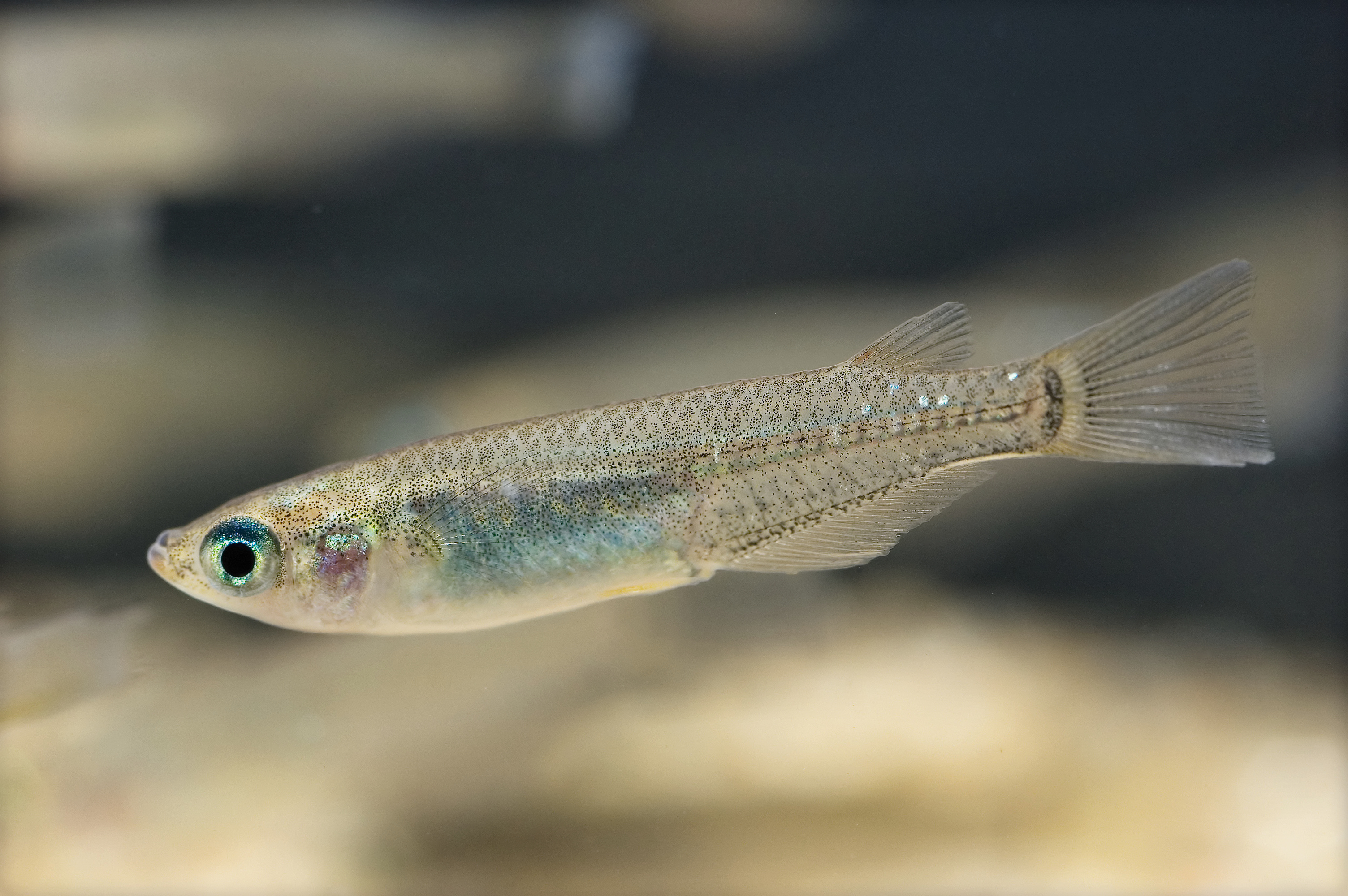
Medaka

- Medaka (Oryzias latipes, jap. ミナミメダカ)
- Oryzias sakaizumii キタノメダカ
- Acanthopagrus pacificus ナンヨウチヌ
- Cottus kazika カマキリ（アユカケ）
- Odontobutis hikimius イシドンコ
- Ophiocara porocephala ホシマダラハゼ
- Acanthogobius hasta ハゼクチ
- Acanthogobius insularis ミナミアシシロハゼ
- Acentrogobius viridipunctatus キララハゼ
- Apocryptodon punctatus タビラクチ
- Caragobius urolepis アサガラハゼ

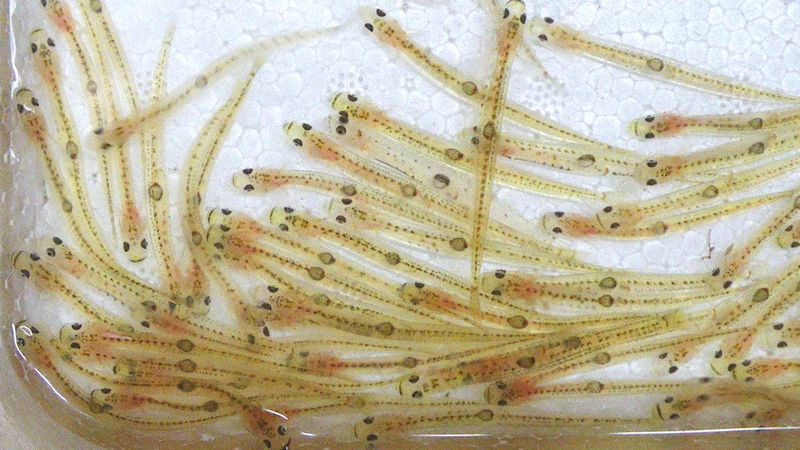
Leucopsarion petersii

- Gymnogobius macrognathos エドハゼ
- Gymnogobius taranetzi シンジコハゼ
- Gymnogobius uchidai チクゼンハゼ
- Leucopsarion petersii シロウオ
- Luciogobius ryukyuensis ミナミヒメミミズハゼ
- Mugilogobius mertoni ムジナハゼ

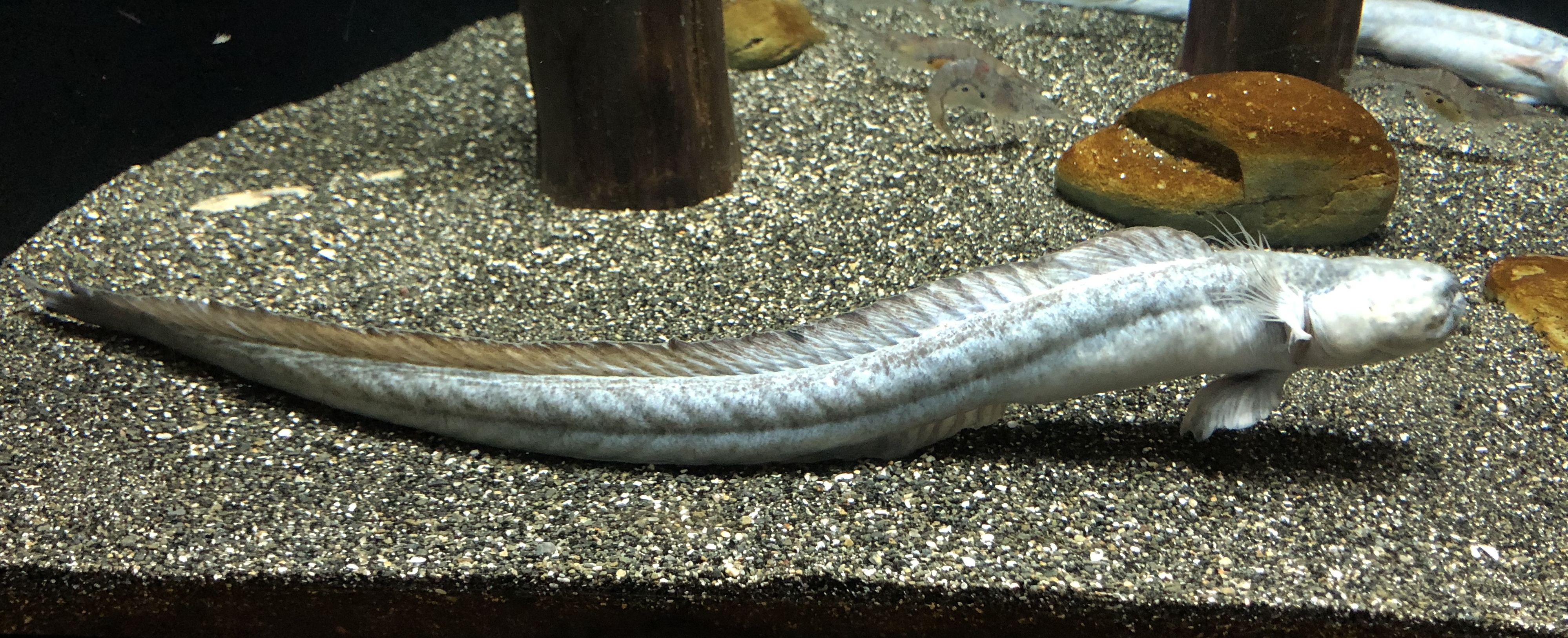
Odontamblyopus lacepedii

- Odontamblyopus lacepedii ワラスボ
- Pandaka lidwilli マングローブゴマハゼ
- Pandaka sp. ゴマハゼ
- Parkraemeria saltator ギンポハゼ
- Pseudogobius masago マサゴハゼ
- Sicyopterus lagocephalus ルリボウズハゼ
- Trypauchenopsis intermedia ヒゲワラスボ
- Parioglossus palustris ボルネオハゼ

## Potentiell gefährdet (NT)
35 Arten:

- Lethenteron kessleri シベリアヤツメ

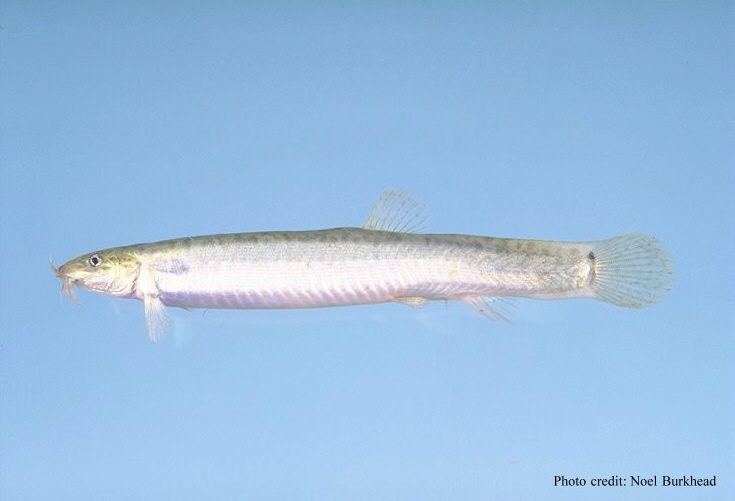
Ostasiatischer Schlammpeitzger

- Phoxinus perenurus sachalinensis ヤチウグイ
- Sarcocheilichthys variegatus variegatus カワヒガイ
- Tanakia lanceolata ヤリタナゴ
- Tanakia limbata アブラボテ
- Ostasiatischer Schlammpeitzger (Misgurnus anguillicaudatus, jap. ドジョウ)
- Silurus lithophilus イワトコナマズ
- Hypomesus olidus イシカリワカサギ

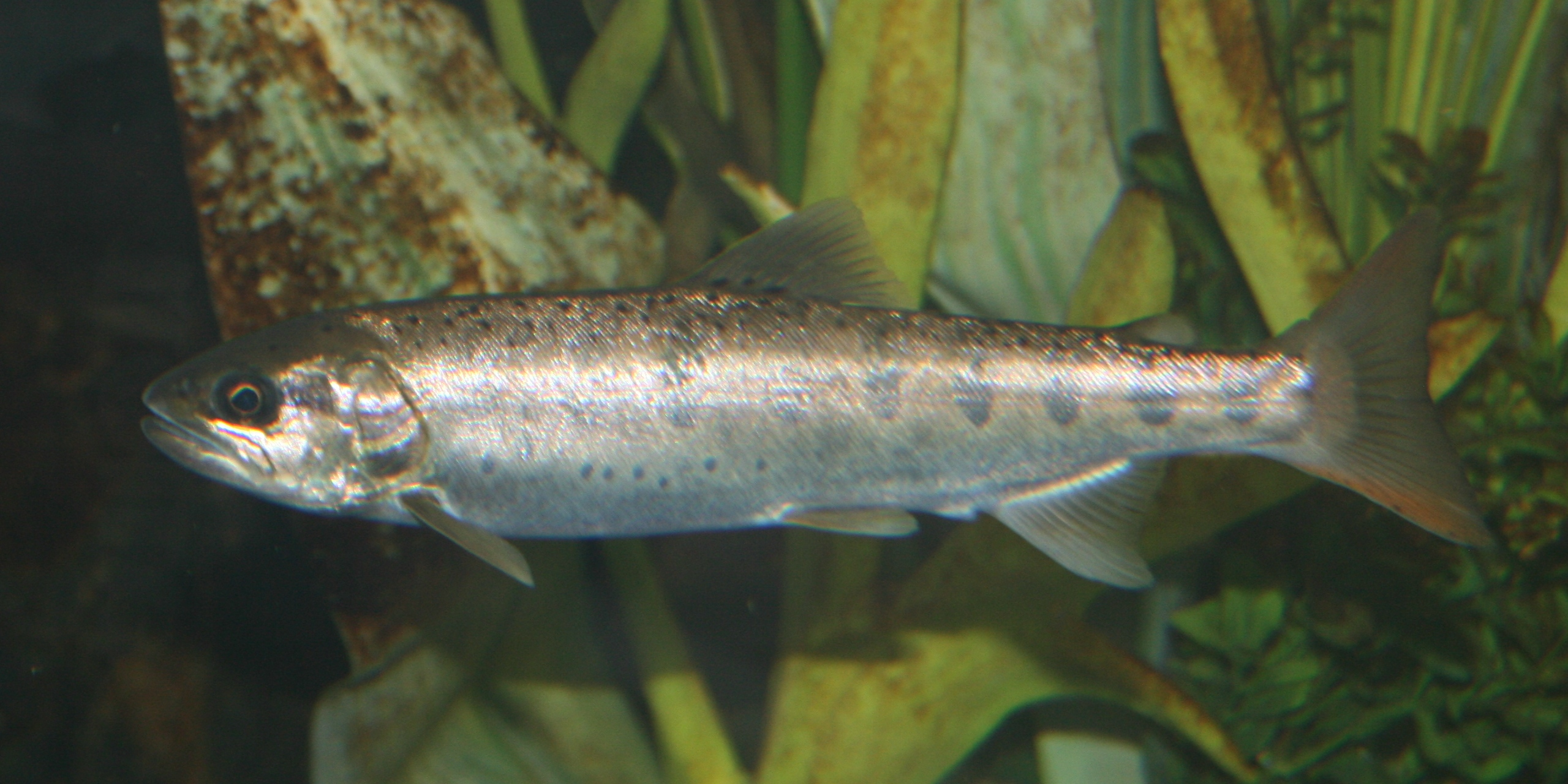
Masu-Lachs

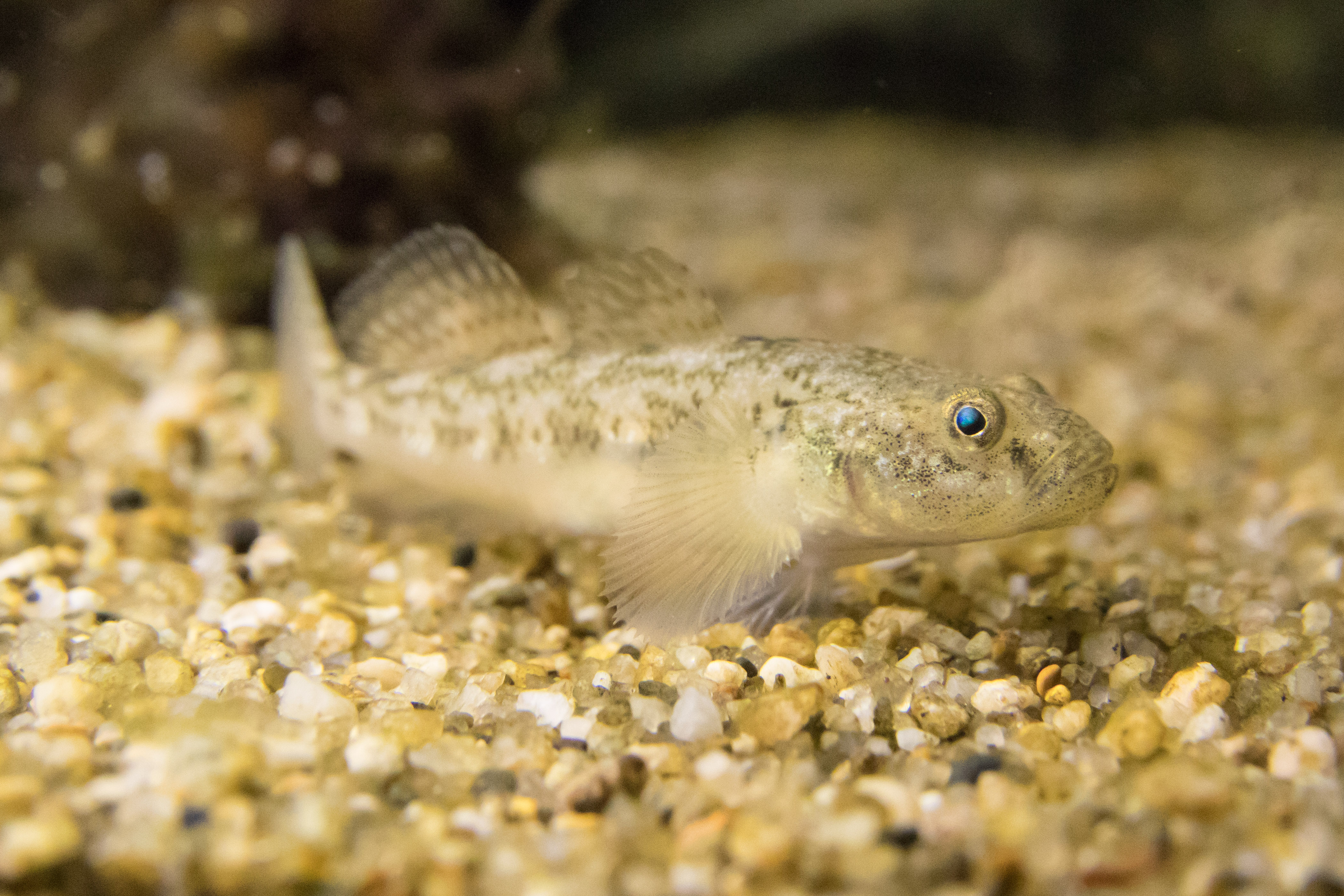
Gymnogobius castaneu

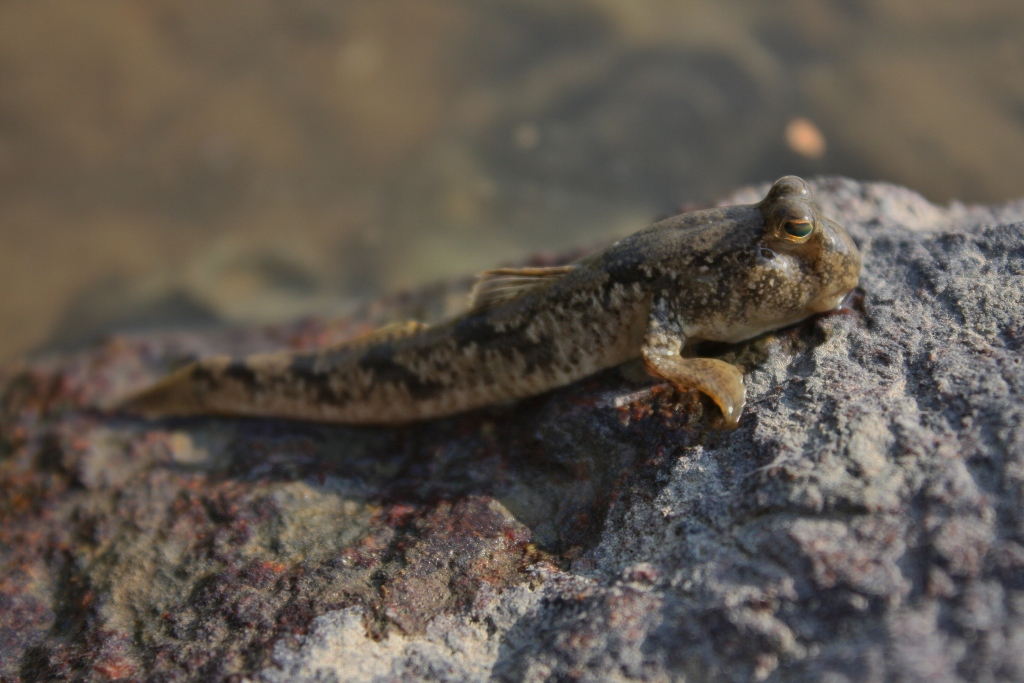
Periophthalmus modestus

- Masu-Lachs (Unterart Oncorhynchus masou ishikawae, jap. サツキマス（アマゴ）)
- Masu-Lachs (Unterart Oncorhynchus masou masou, jap. サクラマス（ヤマメ）)
- Oncorhynchus sp. ビワマス
- Pungitius sp. 2 トミヨ属汽水型
- Hyporhamphus intermedius クルメサヨリ
- Zenarchopterus dunckeri コモチサヨリ
- Cottus pollux カジカ大卵型
- Acentrogobius audax ニセツムギハゼ
- Acentrogobius caninus ホクロハゼ
- Acentrogobius suluensis ホホグロスジハゼ
- Amblygobius linki ワカケサラサハゼ
- Bunaka gyrinoides オウギハゼ
- Eugnathogobius mindora カブキハゼ
- Eutaeniichthys gilli ヒモハゼ
- Glossogobius circumspectus スダレウロハゼ
- Gymnogobius castaneus ジュズカケハゼ
- Luciogobius fluvialis ナガレミミズハゼ
- Luciogobius fonticola ユウスイミミズハゼ
- Luciogobius pallidus イドミミズハゼ
- Periophthalmus modestus トビハゼ
- Rhinogobius telma トウカイヨシノボリ
- Rhinogobius tyoni シマヒレヨシノボリ
- Silhouettea dotui シラヌイハゼ
- Silhouettea sp. ニセシラヌイハゼ
- Tridentiger barbatus ショウキハゼ
- Tridentiger nudicervicus シロチチブ
- Gobitrichinotus radiocularis ナミノコハゼ

## Unzureichende Datengrundlage (DD)
37 Arten:

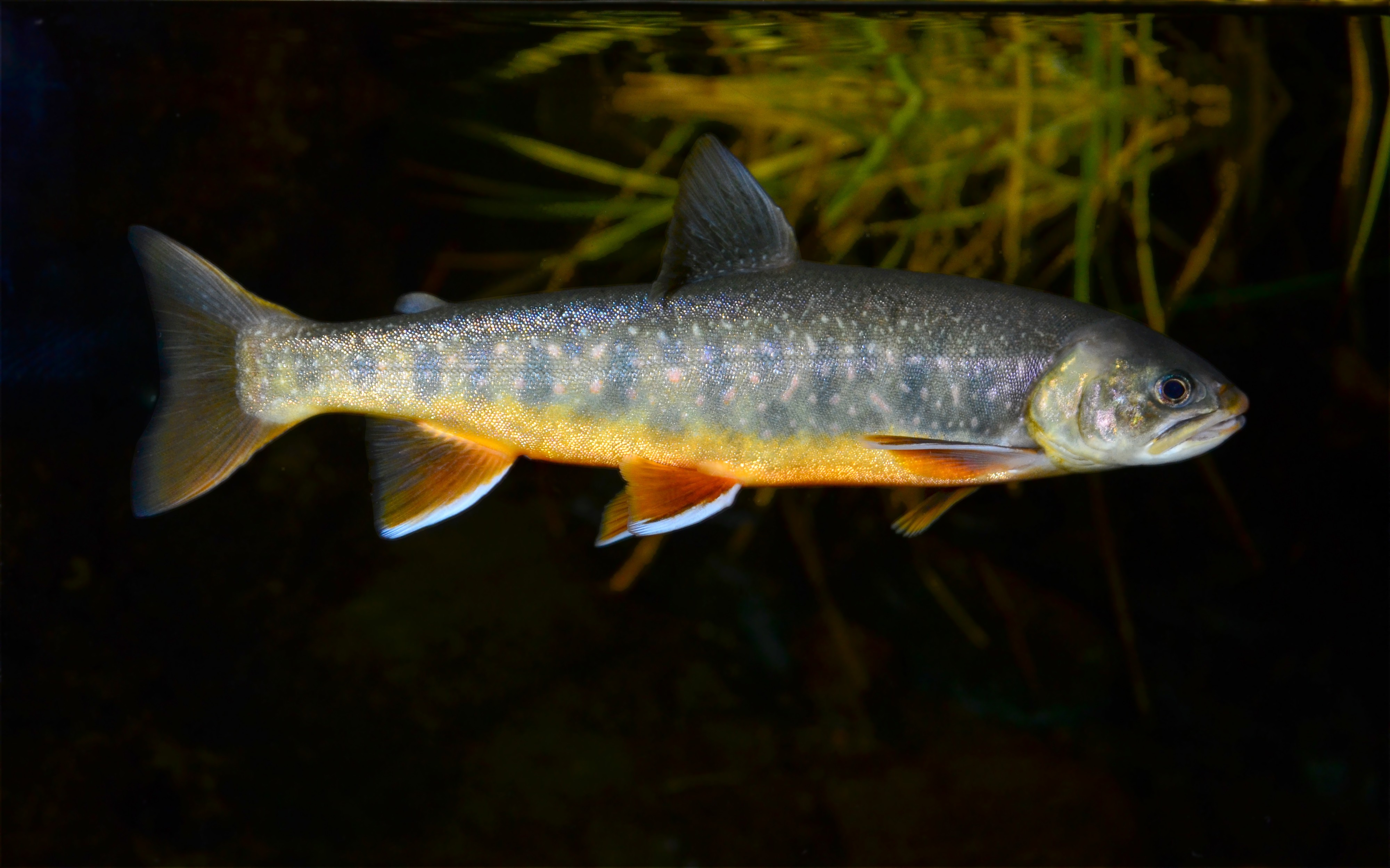
Salvelinus leucomaenis

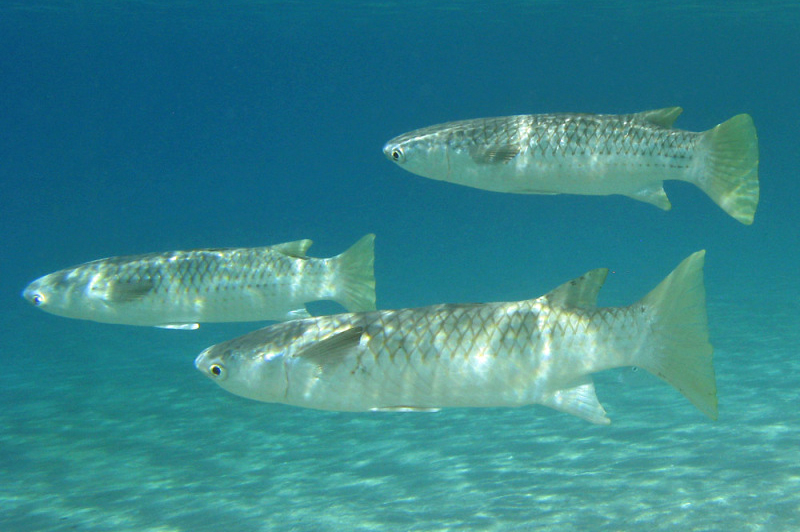
Ellochelon vaigiensis

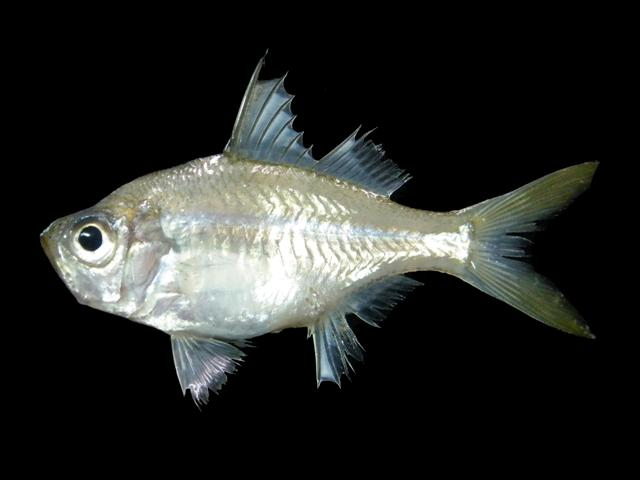
Ambassis interrupta

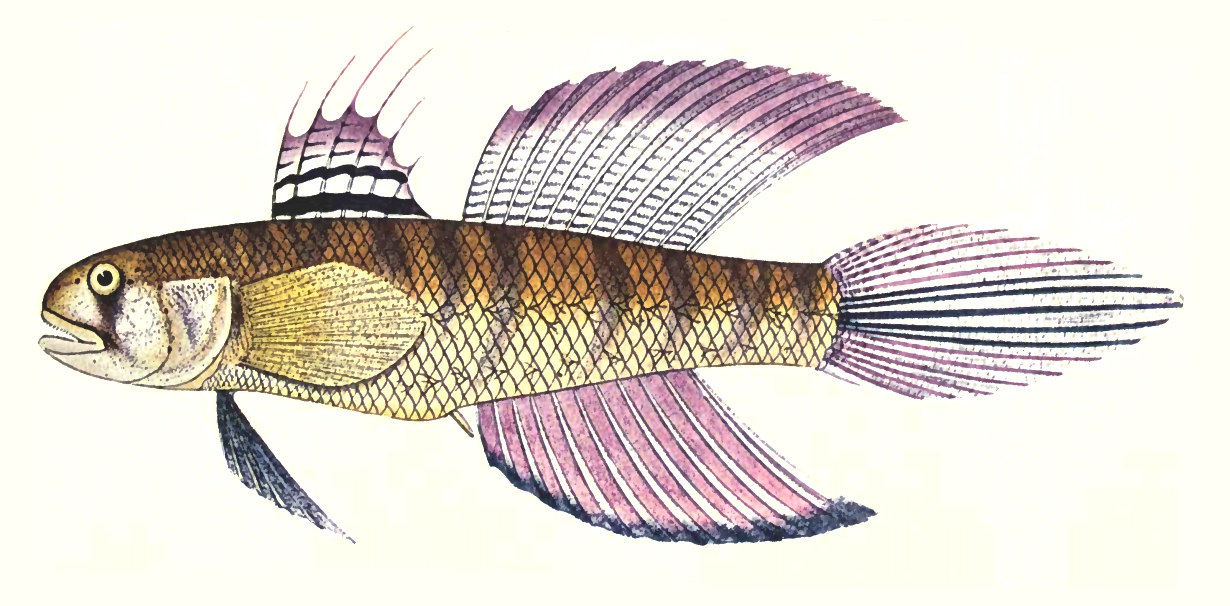
Stenogobius ophthalmoporus

- Anguilla bicolor pacifica ニューギニアウナギ
- Carassius buergeri subsp. 1 ナガブナ
- Phoxinus lagowskii yamamotis ヤマナカハヤ
- Misgurnus sp. (Klade A) キタドジョウ
- Misgurnus sp. IR シノビドジョウ
- Misgurnus sp. OK ヒョウモンドジョウ
- Salvelinus leucomaenis pluvius ニッコウイワナ
- Chelon subviridis アンピンボラ
- Ellochelon vaigiensis オニボラ
- Moolgarda engeli モンナシボラ
- Moolgarda pedaraki カマヒレボラ
- Atherinomorus duodecimalis ネッタイイソイワシ
- Hypoatherina temminckii ミナミギンイソイワシ
- Ambassis interrupta ナンヨウタカサゴイシモチ
- Ambassis macracanthus ハナダカタカサゴイシモチ
- Epinephelus bontoides シラヌイハタ
- Fibramia lateralis ワキイシモチ
- Pseudamia amblyuroptera ヒルギヌメリテンジクダイ
- Plectorhinchus albovittatus ダイダイコショウダイ
- Omobranchus elongatus ゴマクモギンポ
- Pseudocalliurichthys ikedai ナリタイトヒキヌメリ
- Belobranchus belobranchus エリトゲハゼ
- Glossogobius sp. フタゴハゼ
- Gymnogobius mororanus ヘビハゼ
- Luciogobius dormitoris ネムリミミズハゼ
- Mugilogobius fuscus フタホシハゼ
- Pseudogobius gastrospilos コクチスナゴハゼ
- Redigobius balteatus タスキヒナハゼ
- Rhinogobius biwaensis ビワヨシノボリ
- Sicyopus auxilimentus ヒノコロモボウズハゼ
- Stenogobius ophthalmoporus ドウケハゼ
- Stiphodon multisquamus トラフボウズハゼ
- Stiphodon niraikanaiensis ニライカナイボウズハゼ
- Stiphodon surrufus カキイロヒメボウズハゼ
- Kraemeria tongaensis トンガスナハゼ
- Parioglossus caeruleolineatus クジャクハゼ
- Parioglossus lineatus マイコハゼ

## Lokal gefährdete Populationen (LP)
15 Populationen:

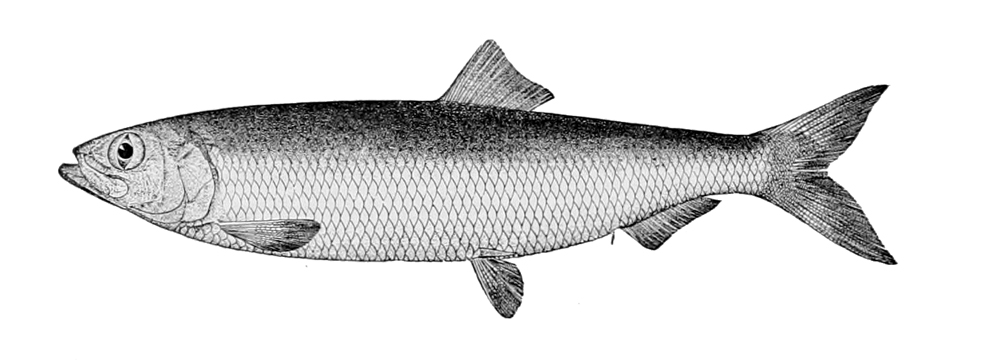
Pazifischer Hering

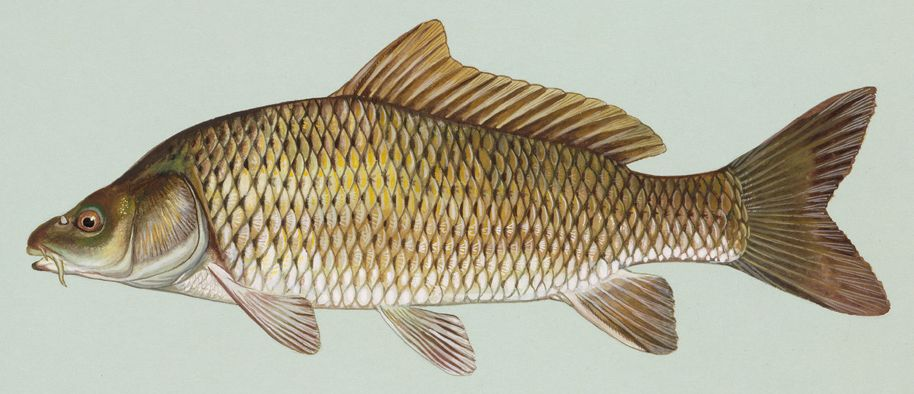
Karpfen

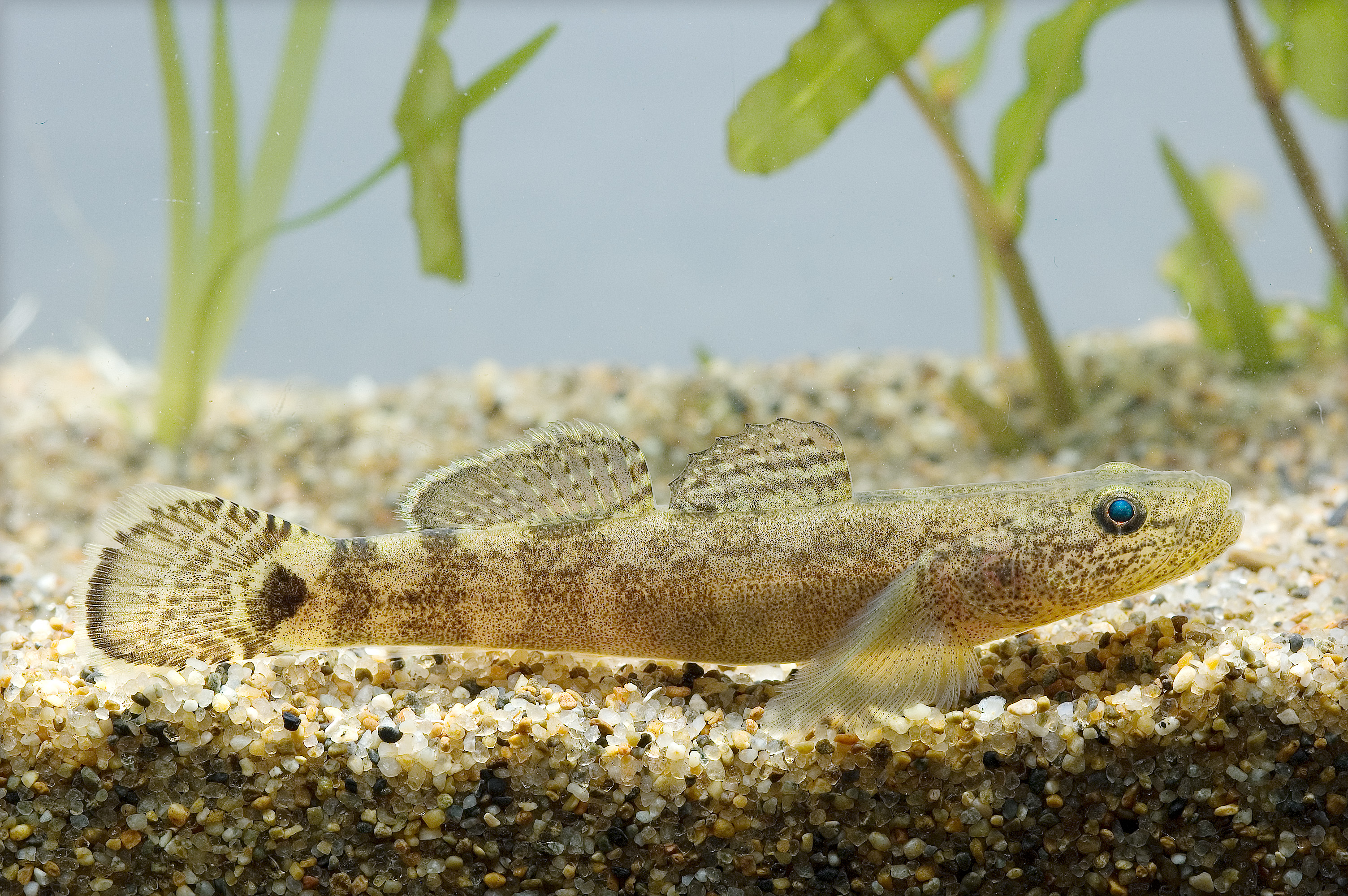
Gymnogobius petschiliensis

- Entosphenus tridentatus ミツバヤツメ: Präfektur Tochigi
- Pazifischer Hering (Clupea pallasii, jap.	ニシン): Honshū
- Karpfen (Cyprinus carpio, jap. コイ在来型): Biwa-See
- Triblodon brandtii brandtii ジュウサンウグイ: Honshū
- Triblodon sachalinensis エゾウグイ: Tōhoku
- Spirinchus lanceolatus シシャモ: Westlich von Kap Erimo
- Salvelinus leucomaenis japonicus ヤマトイワナ（キリクチ）: Kii-Halbinsel
- Dreistachliger Stichling (Unterart Gasterosteus aculeatus subsp. 1, jap. イトヨ): Im Süden der Präfektur Fukushima
- Gasterosteus nipponicus ニホンイトヨ: Honshū
- Pungitius sp. 1 トミヨ属淡水型: Honshū
- Lateolabrax japonicus スズキ: Ariake-See
- Cottus hangiongensis カンキョウカジカ: Region Tōhoku, Region Hokuriku
- Cottus nozawae ハナカジカ: Region Tōhoku
- Gymnogobius petschiliensis スミウキゴリ: Süd-Hokkaidō, Region Tōhoku
- Takifugu alboplumbeus クサフグ: Okinawa-jima